# Erfurter Dom

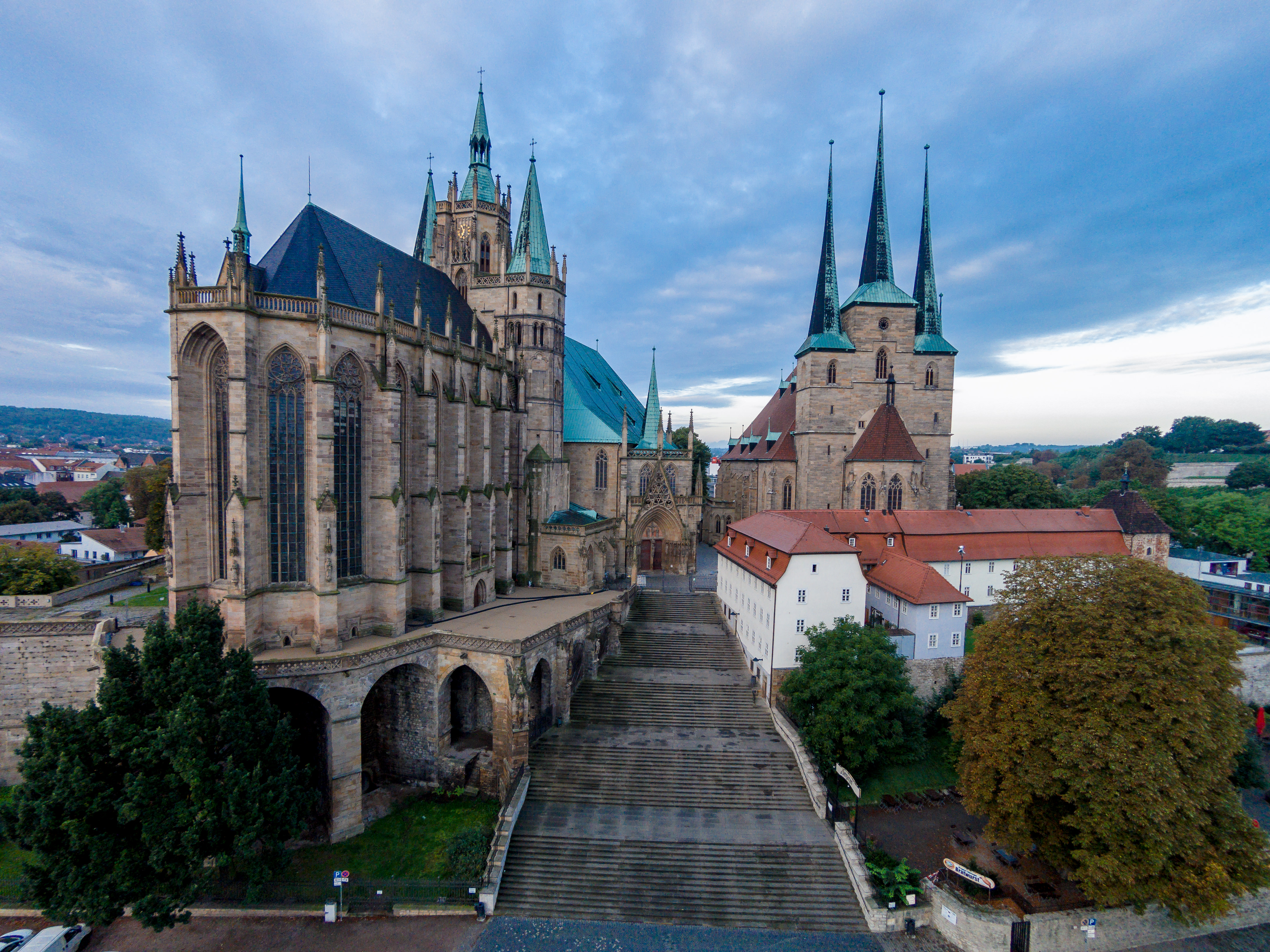
Erfurter Dom (links) und Severikirche (rechts)

Die Hohe Domkirche St. Marien zu Erfurt, kurz Erfurter Dom, ist der wichtigste und älteste Kirchenbau in Erfurt. Er ist 81,26 m hoch und besitzt mit der Gloriosa die größte freischwingende mittelalterliche Glocke der Welt. Der Dom diente nur kurze Zeit in der Mitte des 8. Jahrhunderts als Bischofssitz und war das gesamte Mittelalter über bis in das frühe 19. Jahrhundert hinein Sitz des Kollegiatstifts St. Marien. Seit 1994 ist er wieder Kathedrale des neugeschaffenen Bistums Erfurt und Sitz des Domkapitels.

## Geschichte Erfurts im frühen Mittelalter
Erfurt war bereits im Thüringischen und Fränkischen Reich ein wichtiges Machtzentrum. Papst Gregor II. (715–731) hatte 724 die Thüringer aufgefordert, dem hier missionierenden Bonifatius ein „Haus“ zu bauen. Angeblich kam man dieser Aufforderung bereits 725 nach. 741/742 bat Bonifatius den Papst Zacharias, die Gründung eines Bistums „an dem Erphesfurt genannten Ort, der schon seit langem eine Siedlung oder Burg (urbs) heidnischer Bauern war“ zu bestätigen. Gleichzeitig wurden auch die Bistümer Büraburg (später Fritzlar) und Würzburg eingerichtet. Die Ersterwähnung gilt als Gründungsdatum der Stadt Erfurt, obwohl Bonifatius ja schon eine volkreiche Siedlung vorgefunden hatte, was zum einen Bedingung für die Einrichtung eines Bistums war und zum anderen die Ergebnisse der stadtarchäologischen Forschungen deutlich gezeigt haben.
Wenige Jahre später, wohl schon in den frühen 750er Jahren, spätestens aber nachdem Bonifatius, Adalar und Eoban 754 das Martyrium in Friesland erlitten hatten, erfolgte die Auflösung des Bistums und die Eingliederung in das Bistum Mainz. Der erste Erfurter Bischof war wohl nicht Adolar, wie in der Legende berichtet wird, sondern der seit 751/752 in Eichstätt wirkende Willibald von Eichstätt. Aus dem Jahr 802 liegt die urkundliche Nennung einer karolingischen Pfalz vor, die mit einiger Sicherheit auf dem Erfurter Petersberg zu lokalisieren ist. 805 wurde Erfurt im Diedenhofener Kapitular Karls des Großen als Grenzhandelsplatz mit den Slawen bestimmt.

## Baugeschichte des katholischen Domes

### Vorromanische und romanische Zeit
Der erste Vorgänger der heutigen Marienkirche wurde angeblich ab 752 durch Bonifatius errichtet; an welchem Ort und in welcher Form dies erfolgte, ist nicht bekannt. Bei archäologischen Untersuchungen anlässlich eines Orgeleinbaus wurde 1991 im Westen des heutigen Langhauses in drei Meter Tiefe eine aus einfachem Mauerwerk errichtete Westapsis angetroffen und ins 9. Jahrhundert datiert. Der Ausgräber Wolfgang Timpel hielt es für möglich, dass sie bereits zur ersten Kirche gehört hatte und im 8. Jahrhundert errichtet worden war. Eine erneute Untersuchung ergab, dass diese Apsis erst aus jüngerer Zeit, wohl dem 12. Jahrhundert, stammt.
St. Marien wurde 1117 erstmals urkundlich bezeugt. 1153 wurde vom Einsturz der Erfurter Hauptkirche, der major ecclesia, berichtet. 1154 erfolgte der Baubeginn einer spätromanischen Basilika auf dem Domberg. Man kann jedoch weder als sicher annehmen, dass die Kirche des Bonifatius bis 1153 stand, noch dass der Bau tatsächlich eingestürzt war. Viel wahrscheinlicher ist, dass die Domherren und der Mainzer Erzbischof eine neue Kirche errichteten, weil sie hinter dem Neubau der benachbarten St.-Severi-Kirche und des Petersklosters, die bei einem Brand 1142 zerstört worden waren, nicht zurückstehen wollten. Möglicherweise hatte der Brand aber auch teilweise auf St. Marien übergegriffen.
Der Bau ging schnell voran, da man bei den Bauarbeiten 1154 zwei Bestattungen aufgedeckt hatte, die als Überreste der heiligen Bischöfe Adolar und Eoban identifiziert wurden, was mit den bald darauf einsetzenden Spenden und Opfergaben wesentlich zur Baufinanzierung beitrug. Die Kirche war 1170 bereits benutzbar, da in diesem Jahr Ludwig III., der Sohn des Landgrafen Ludwig des Eisernen von Thüringen, dort von Kaiser Friedrich I. Barbarossa zum Ritter geschlagen wurde.

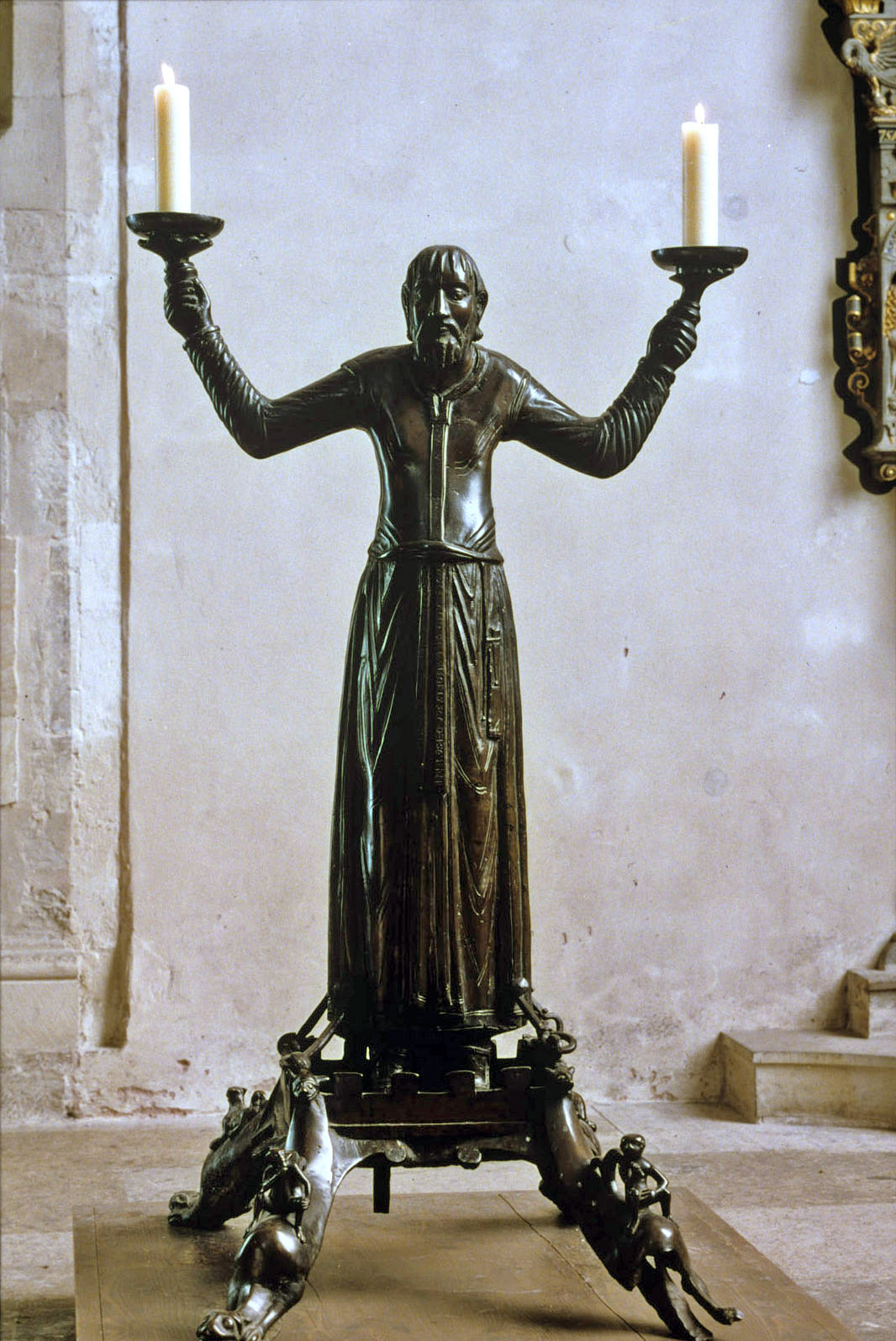
Wolframleuchter

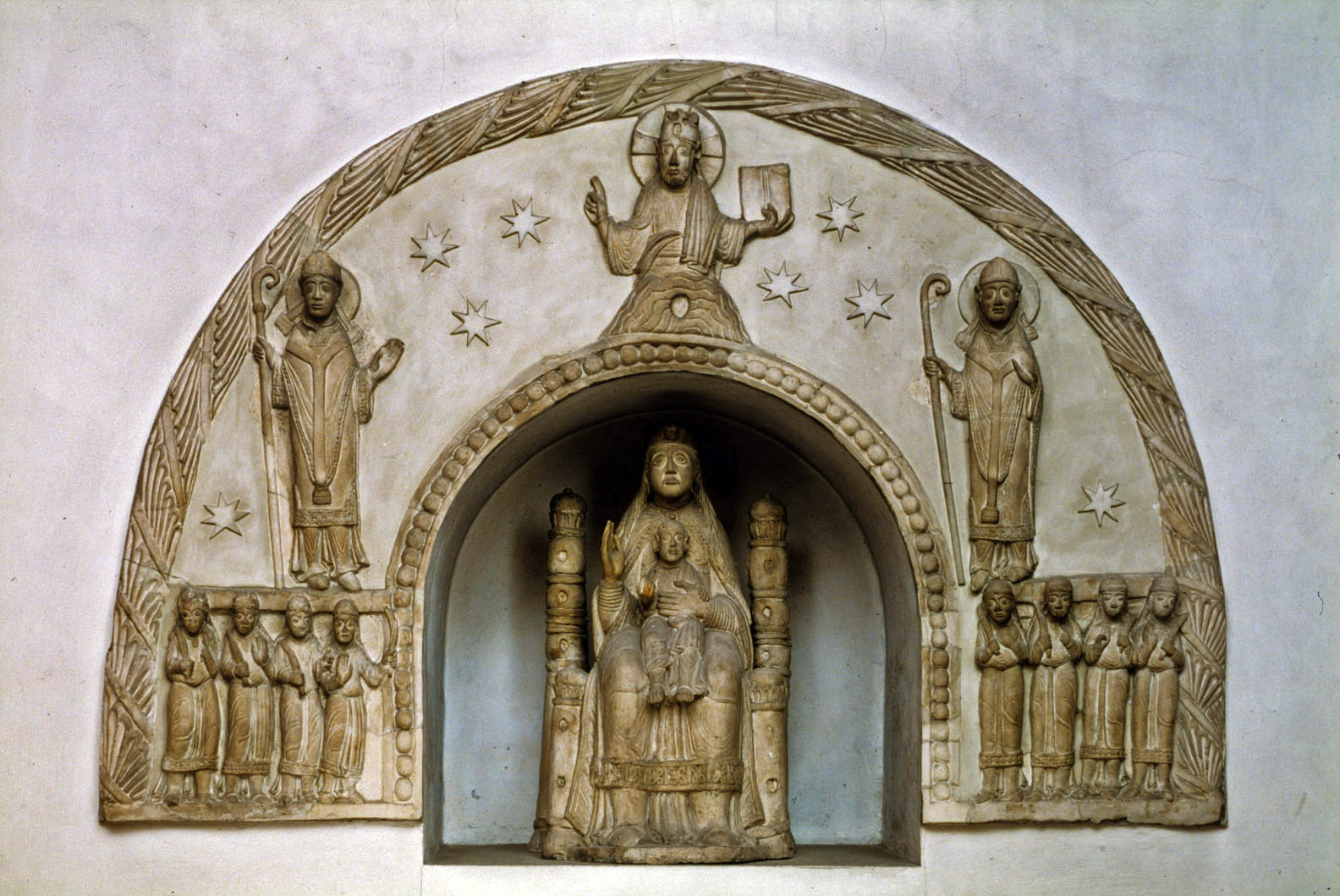
Madonna, Stuckretabel

Auch die beiden ältesten Ausstattungsstücke des Doms stammen aus dieser Zeit, der sogenannte „Wolfram“ bzw. Wolframleuchter und die romanische Madonna aus Stuck, die beide um 1160 datiert werden. Beim Wolframleuchter handelt es sich um die Bronze-Freiplastik eines Leuchterträgers, die vermutlich in der Magdeburger Gießhütte entstand und eine der ältesten freistehenden Bronzeskulpturen in Deutschland überhaupt ist. Der in einer ziselierten Inschrift auf den herabhängenden Gürtelenden zusammen mit seiner Ehefrau „Hiltiburc“ genannte Stifter Wolfram war sehr wahrscheinlich identisch mit einem Mainzer Ministerialen Wolframus scultetus, der 1157 zweimal in Urkunden erschien.
Vom 20. Juni 1182 ist eine Weihe der Kirche überliefert. Bei dieser dürfte es sich um die Gesamtweihe handeln, ohne dass zu diesem Zeitpunkt schon alle Bauarbeiten abgeschlossen waren. Dies belegen Nachrichten über die Fertigstellung der Türme und eine erneute Weihe am 5. Oktober 1253, die besonders in der älteren Literatur gern als Abschluss des romanischen Baus in Anspruch genommen wurde. Es kann sich aber nur um eine Nach- oder Wiederweihe nach Um- oder Erweiterungsbauten handeln. Wahrscheinlich bezieht sie sich auf die Einwölbung des Sanktuariums, das mindestens bis 1238 flach gedeckt war.
Beim Erfurter Latrinensturz im Jahre 1184 brachen während eines Hoftages des Königs und späteren Kaisers Heinrich VI. Teile der Dompropstei zusammen. Etwa 60 der Anwesenden, darunter viele Adelige, wurden zum Großteil dadurch getötet, dass sie durch zwei Stockwerke in die darunter befindliche Toilettengrube fielen und in den Fäkalien ertranken bzw. erstickten.
Von dem romanischen Bau aus der zweiten Hälfte des 12. Jahrhunderts, einer Basilika mit kreuzförmigem Grundriss, haben sich die Unterbauten der Türme mit je zwei quadratischen Untergeschossen, die westlich anschließenden Chornebenräume und Teile des Querhauses erhalten. Die darüber liegenden Turmgeschosse, die in ein Oktogon übergehen, stammen aus dem späten 12. Jahrhundert und der ersten Hälfte des 13. Jahrhunderts. 1201 wurde der Süd- und 1237 der Nordturm fertiggestellt; beide wurden später mehrfach verändert beziehungsweise im 15. Jahrhundert neu aufgebaut.

### Gotische Umbauten

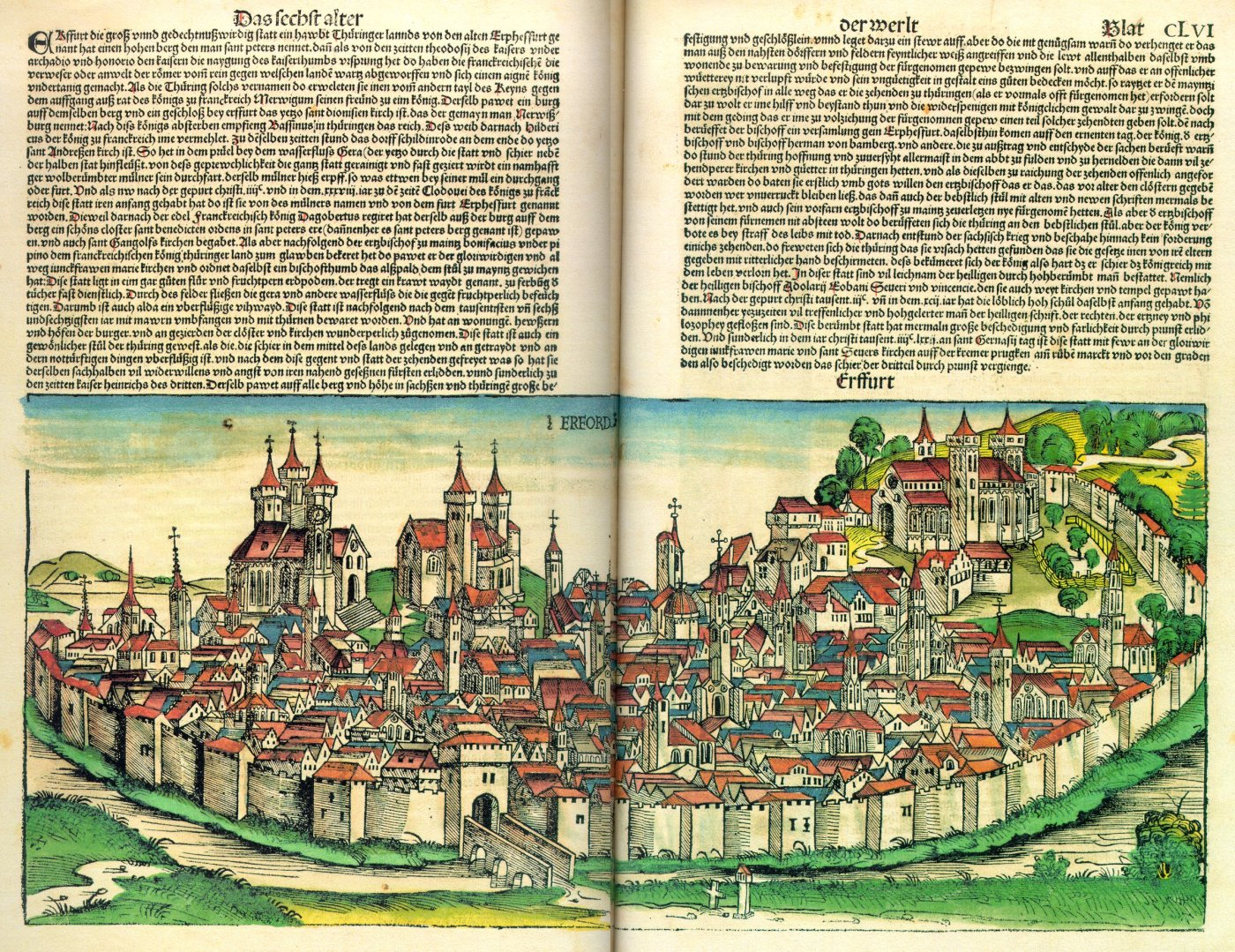
„Erffurt die groß unnd gedechtnußwirdig statt ein haubt Thüringer lannds“. Stadtansicht Erfurts aus der Schedelschen Weltchronik von 1493. Der Dom mit seiner Treppe ist links oben zu sehen.

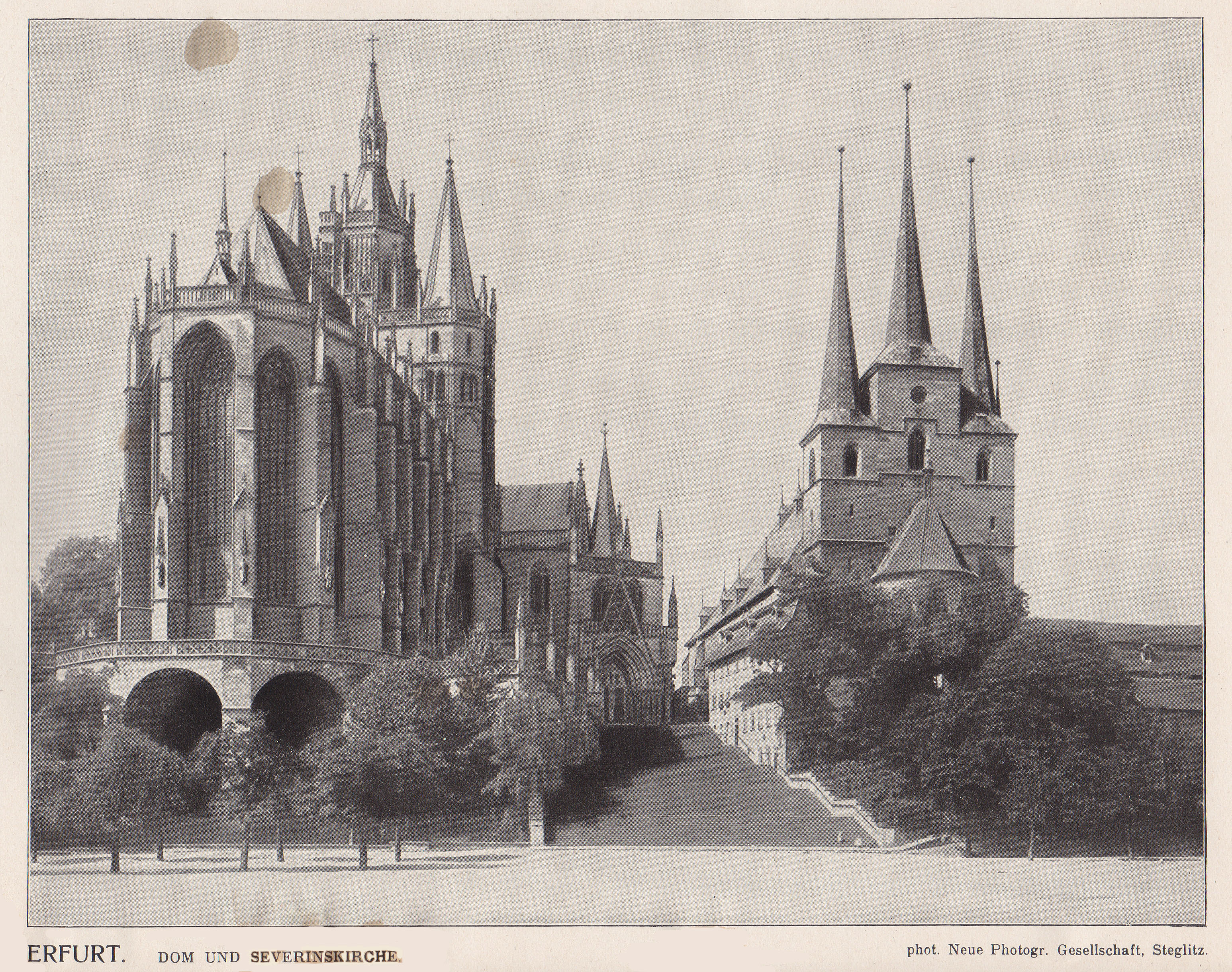
Erfurt, Dom und Severinskirche, Südansicht, um 1900

Wie in anderen Dom- und Stiftskirchen wuchs in der Gotik das Bedürfnis, die Kirche und besonders den Chor größer und heller zu gestalten, zumal der Platz nicht mehr für alle Domkapitulare ausreichte. Deren Zahl war durch mehrere Stiftungen beträchtlich gestiegen und über 100 Personen, an Feiertagen sogar an die 300 Kleriker nahmen am Gottesdienst teil.
In den 1280er Jahren wurde daher begonnen, einen neuen größeren Chor mit polygonalem Abschluss anzufügen. 1290 erfolgte die Weihe der ersten Chorverlängerung. Daraufhin wurde mit dem Ausbau des Mittelturms begonnen und dieser vor 1307 fertiggestellt. Er dient als Glockenhaus mit der berühmten Kirchenglocke „Gloriosa“, die erstmals 1251 geweiht wurde. Zwischenzeitlich wurde die Glocke mehrmals neu gegossen; der letzte Guss erfolgte 1497.
Bald reichte der Platz erneut nicht mehr aus. Deshalb schuf man im 14. Jahrhundert einen noch einmal wesentlich erweiterten Chor und stellte auch umfangreiche Bauarbeiten an der restlichen Kirche an. Der 1349 weitergeführte (zu diesem Zeitpunkt standen die unteren Meter des Mauerwerks schon seit einer Generation fertig da) sogenannte Hohe Chor mit 5/8-Schluss wurde von dem Weihbischof von Constantia, Friedrich Rudolf von Stollberg, geweiht, der zwischen 1370 und 1372 amtierte.
Der Dom wurde aus Seeberger Sandstein errichtet, der vom Großen Seeberg bei Gotha stammt.

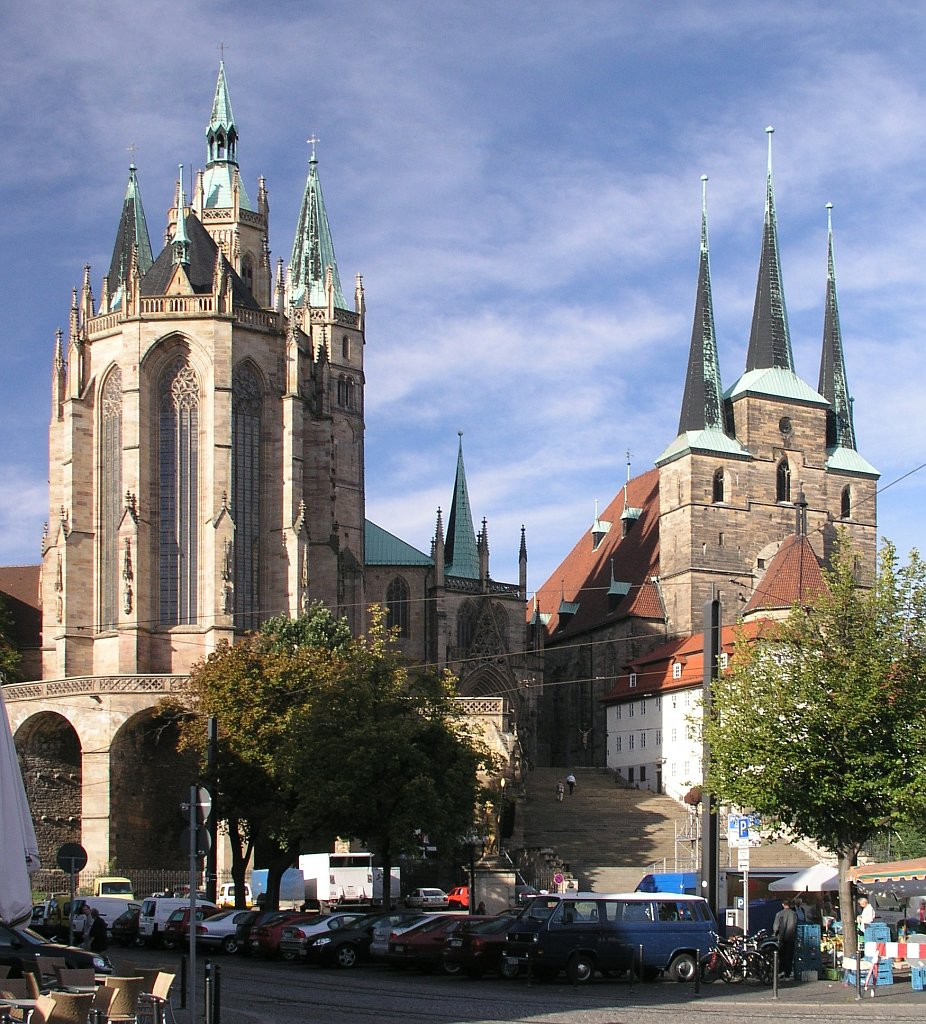
Gesamtansicht des Baukörpers, rechts im Bild die Severikirche

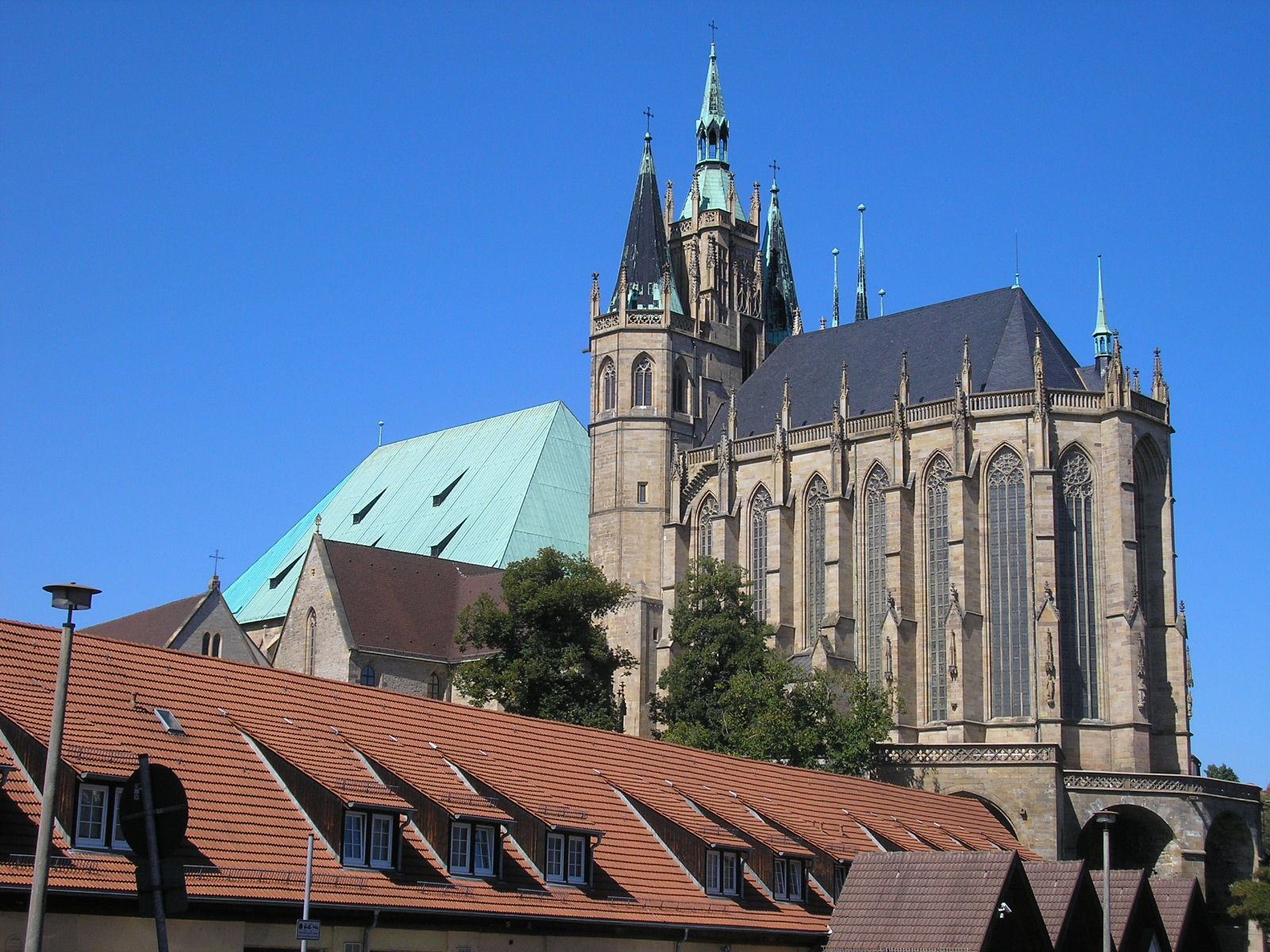
Ansicht des Doms von Süden

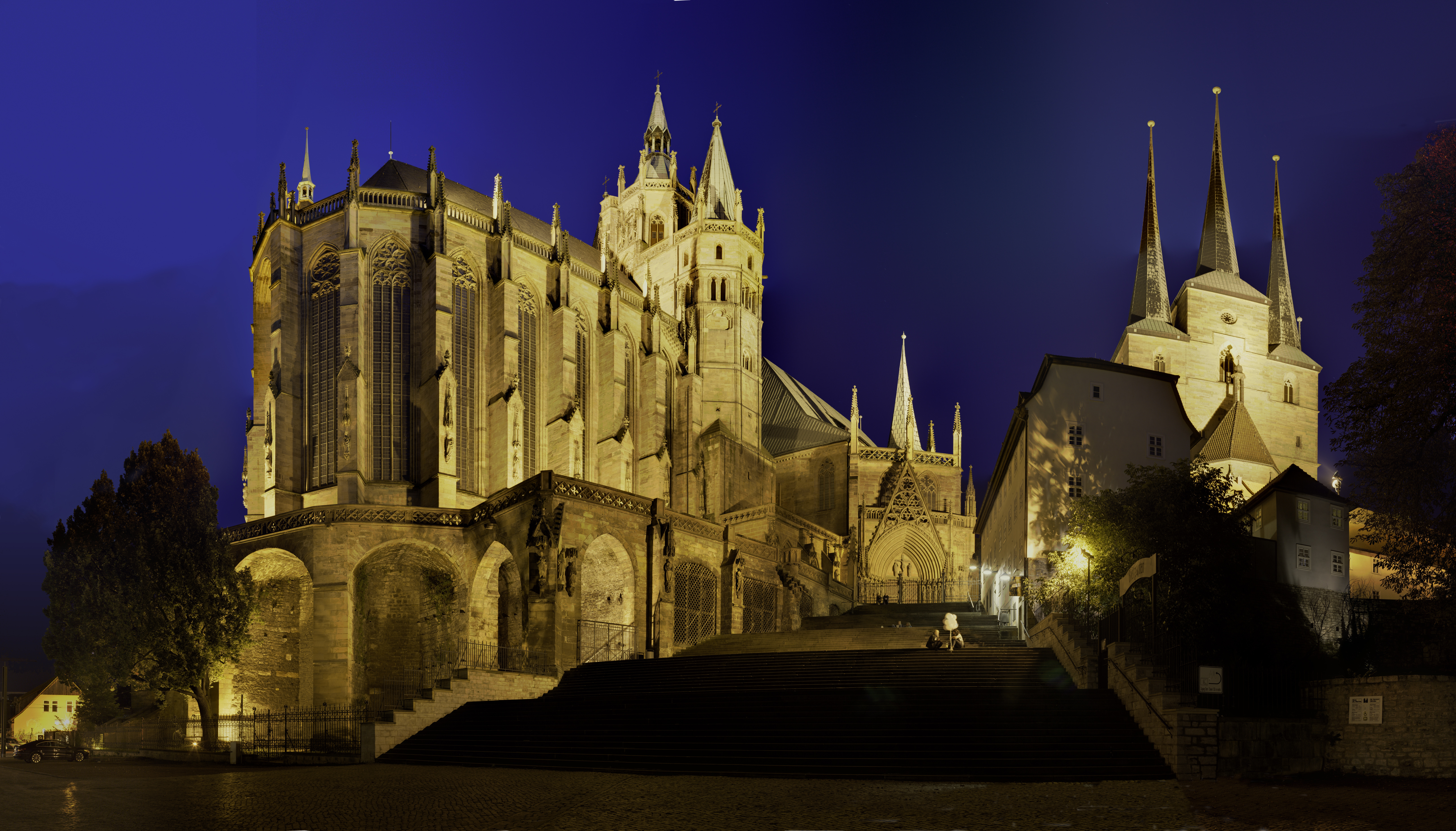
Angeleuchteter Dom und Severikirche bei Nacht

Besonders hinzuweisen ist auf den spätgotischen Glasgemäldezyklus (etwa 1370–1420) im Hohen Chor, einem der besterhaltenen in Deutschland, und die ebenfalls noch weitgehend originale Raumausstattung des Chores. Das Chorgestühl wurde 1329 geschaffen. Seine dendrochronologische Datierung zeigt, dass die Planungen der Bauausführung weit vorgriffen – 1329 standen erst die untersten Meter des Mauerwerks des Hohen Chors. Nach einer Bauunterbrechung wurde hier 1349 weitergebaut.
Der Chor steht auf gewaltigen Substruktionen, die man bis 1329 für die künstliche Erweiterung des Domhügels nach Osten schaffen musste. Diese Unterbauten werden Kavaten genannt, was sich von lateinisch cavare = „aushöhlen“ ableiten lässt. Im Mittelalter und Neuzeit wurden hier Häuser eingebaut, die im 19. Jahrhundert beseitigt wurden. Das heutige Bild des Chors entstammt ebenfalls erst dieser Zeit, in der die Attika auf der Mauerkrone und die Fialen, die Heiligenskulpturen vor den Strebepfeilern und weitere Ausstattungsteile neu geschaffen wurden. Noch mittelalterlich ist dagegen die Außenkanzel an einem der Kavatenpfeiler.
Mit dem Bau der Kavaten wurde auch die Unterkirche – die Benennung Krypta ist nicht ganz korrekt – errichtet, die 1353 geweiht wurde. Die gotische Unterkirche war Andachtsraum und Prozessionsweg zugleich. Gesichert ist die Heilig-Blut-Prozession um den Chor. In dieser Funktion bedurfte sie keines direkten Zugangs von der Kirche, wohl aber zweier gegenüberliegender Türen für die Prozession.
Zeitgleich zur Erbauung der Kavaten – um 1330 – wurde der Triangel-Portalvorbau am nördlichen Querschiffsarm als Haupteingang errichtet. Er zeigt die zwölf Apostel und den Zyklus der klugen und törichten Jungfrauen, flankiert von Ecclesia und Synagoge. Insgesamt ist diese Lösung ungewöhnlich, denn der Dom hat keine repräsentative Westfassade mit Portal, sondern man erlebt ihn von Nordosten herkommend. Dies liegt vor allem an dem begrenzten Platz auf dem Domhügel, den man sich noch mit der Severikirche teilen musste und der wichtigen mittelalterlichen Stadt östlich des Domes.
Aus dem Jahr 1452 stammt die Nachricht, dass der Einsturz des Langhauses drohte. Dies ist zwar nicht ganz unwahrscheinlich, da man ja immer noch das romanische Langhaus benutzte, aber es war wohl mehr der Wunsch nach einem ähnlichen modernen Bau wie dem der benachbarten St. Severi-Kirche, der zu einem Neubau schreiten ließ. St. Severi hatte schon in der Mitte des 14. Jahrhunderts nach einem Brand ein neues Langhaus erhalten.
1455 wurde das Langhaus endgültig abgerissen und mit dem Neubau einer spätgotischen Hallenkirche begonnen. Der Grund für den Umbau liegt offenbar darin, dass die Stiftsherren mehr Platz für die Gemeinde gewinnen wollten. Der eigenständige Anteil der bürgerlichen Bevölkerung an der Baufinanzierung wird aber auch erheblich einzuschätzen sein. Die Kirche war um 1465 wieder benutzbar, da von einer Fronleichnamsprozession durch das Westportal berichtet wird. Wann das Langhaus fertiggestellt war, ist nicht überliefert. Das spätgotische Sterngewölbe im Südarm des Querhauses stammt wohl ebenfalls aus dem letzten Drittel des 15. Jahrhunderts und zeichnete vermutlich ehemals den Standort der Reliquien-Tumba der hl. Adolar und Eoban aus (heute in der Unterkirche).

### Klausuranlagen
Die Klausur südlich des Doms ist heute dreiteilig und umschließt einen kleinen Kreuzhof. Der westliche und südliche sind übliche einschiffige Kreuzgangflügel, der nördliche wurde mit dem Bau des spätgotischen Langhauses niedergelegt. Dagegen ist der östliche Kreuzgangflügel als zweischiffige sogenannte Kunigundenhalle ausgebildet. Der Saal diente den Kapitelsitzungen und wurde wohl ungefähr gleichzeitig mit der Fertigstellung der Türme 1230/1240 errichtet. Die übrigen Teile der Klausur wurden abschnittsweise von der Mitte des 13. Jahrhunderts bis in die Mitte des 14. Jahrhunderts errichtet und umgebaut, der Ostflügel Mitte des 14. Jahrhunderts nachträglich eingewölbt. Auch die Klausurgebäude wurden in der Folgezeit und insbesondere im 19. Jahrhundert stark verändert.
Die Clemens- und Justuskapelle am Ostflügel, ein einschiffiger, einjochiger Raum mit Sterngewölbe und 5/8-Schluss, wurde 1455 fertiggestellt und weicht ebenfalls in Achse nach Norden hin ab.

### Weitere Entwicklung des Kirchenbaus in der Neuzeit

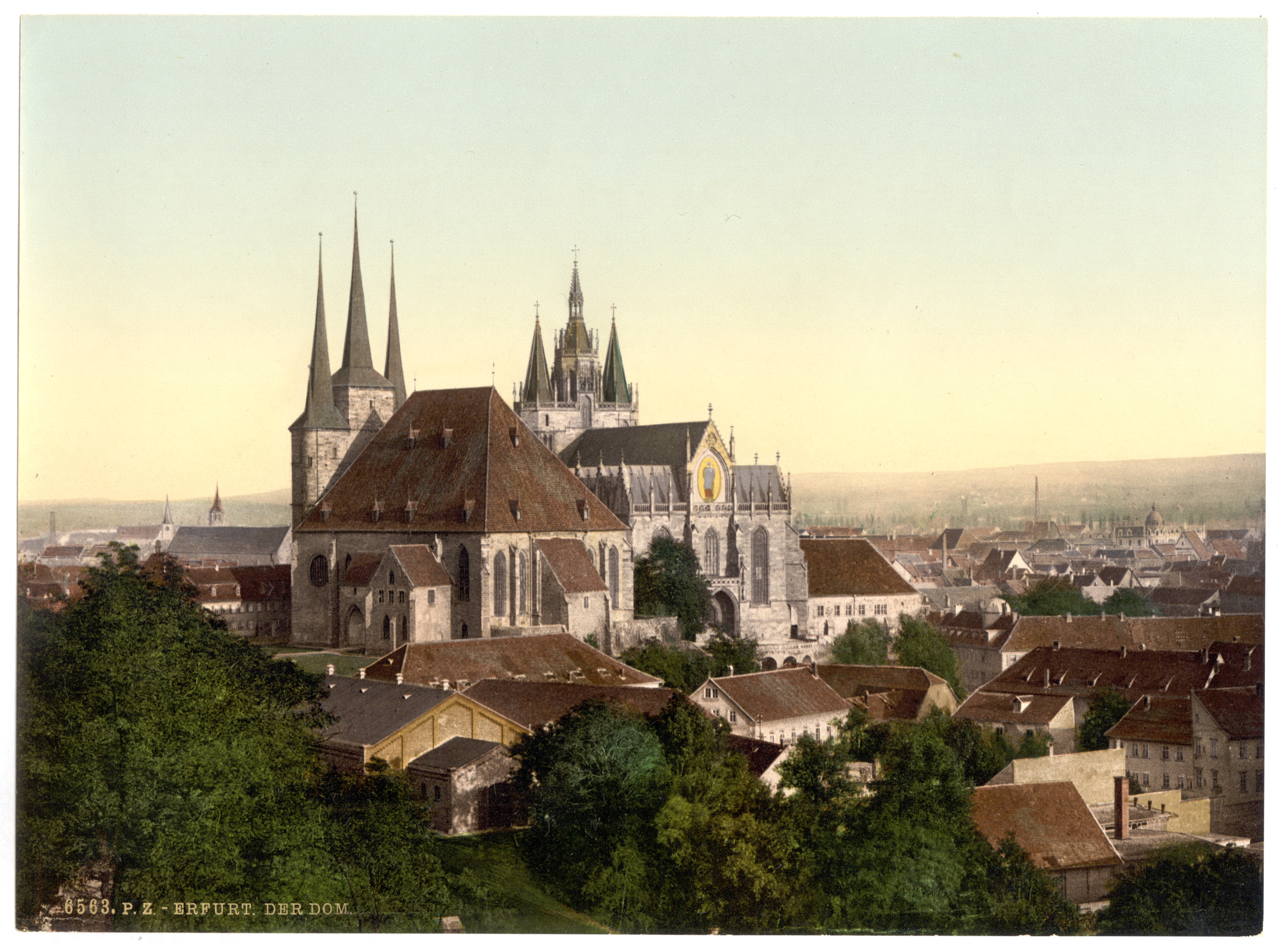
Erfurter Dom, um 1870

Stadt und Kirche erlebten im Dreißigjährigen Krieg mehrere Eigentümerwechsel; zeitweise sollte das Stift aufgehoben und den Jesuiten übergeben werden, was durch das Kapitel verhindert werden konnte. Zwischen 1697 und 1706 wurde der gewaltige barocke Hochaltar geschaffen und im Chor aufgestellt, um den liturgischen Feiern einen pompöseren Rahmen zu geben und den Sieg des Mainzer Erzbischofs über die evangelische Stadt nach außen zu demonstrieren. Der Mainzer Erzbischof verlor zunehmend das Interesse an dem Stift und ließ im 17. und 18. Jahrhundert kaum noch Erhaltungsarbeiten durchführen. Nachdem 1717 die Turmhelme abgebrannt waren, wurde nur ein flaches Notdach aufgesetzt.
Während der Napoleonischen Kriege (1792–1815) wurde der Domberg wie auch der Petersberg in eine Festung umgewandelt und der Dom durch französische Truppen als Pferdestall missbraucht. Bei der Beschießung in den Befreiungskriegen 1813 wurde die gesamte dichte Bebauung des Domplatzes mit den Kurien zerstört. 1803 und endgültig 1837 wurde im Zuge der Säkularisation das Domstift aufgelöst und diente fortan als Pfarrkirche. 1854 wurde die Kirche zur Propsteipfarrkirche erhoben. In dem nun preußischen Erfurt begann 1828 ein umfangreiches puristisches Restaurierungs- und Umbauprogramm, bei dem das spätgotische Walmdach 1868 zu einem niedrigeren Satteldach umgebaut wurde. Diese Maßnahmen waren um 1900 weitgehend abgeschlossen. Der Erfurter Dom ist nach genauer Vermessung 81,26 m hoch. Er wurde früher auch Marienkirche oder Propsteikirche Beatae Mariae Virginis genannt. Sein heutiger offizieller Name lautet Hohe Domkirche St. Marien zu Erfurt.

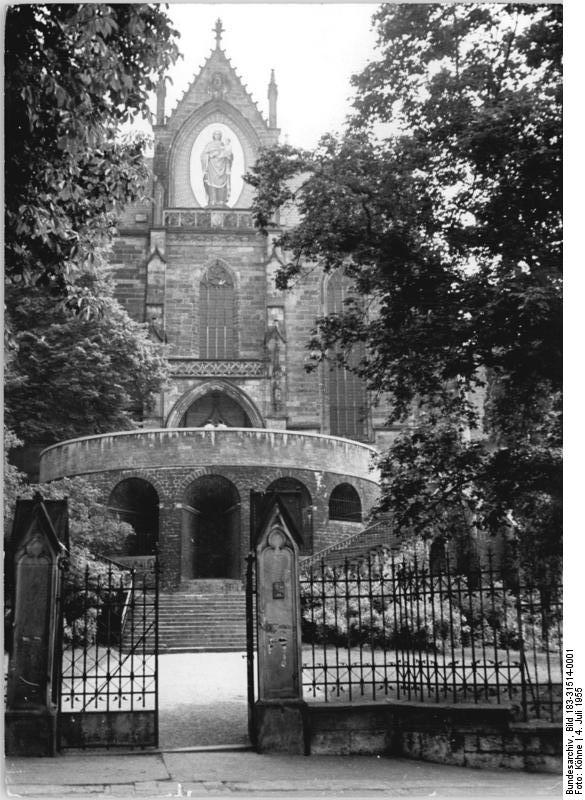
Mosaikbild der Maria am westlichen Giebel 1955
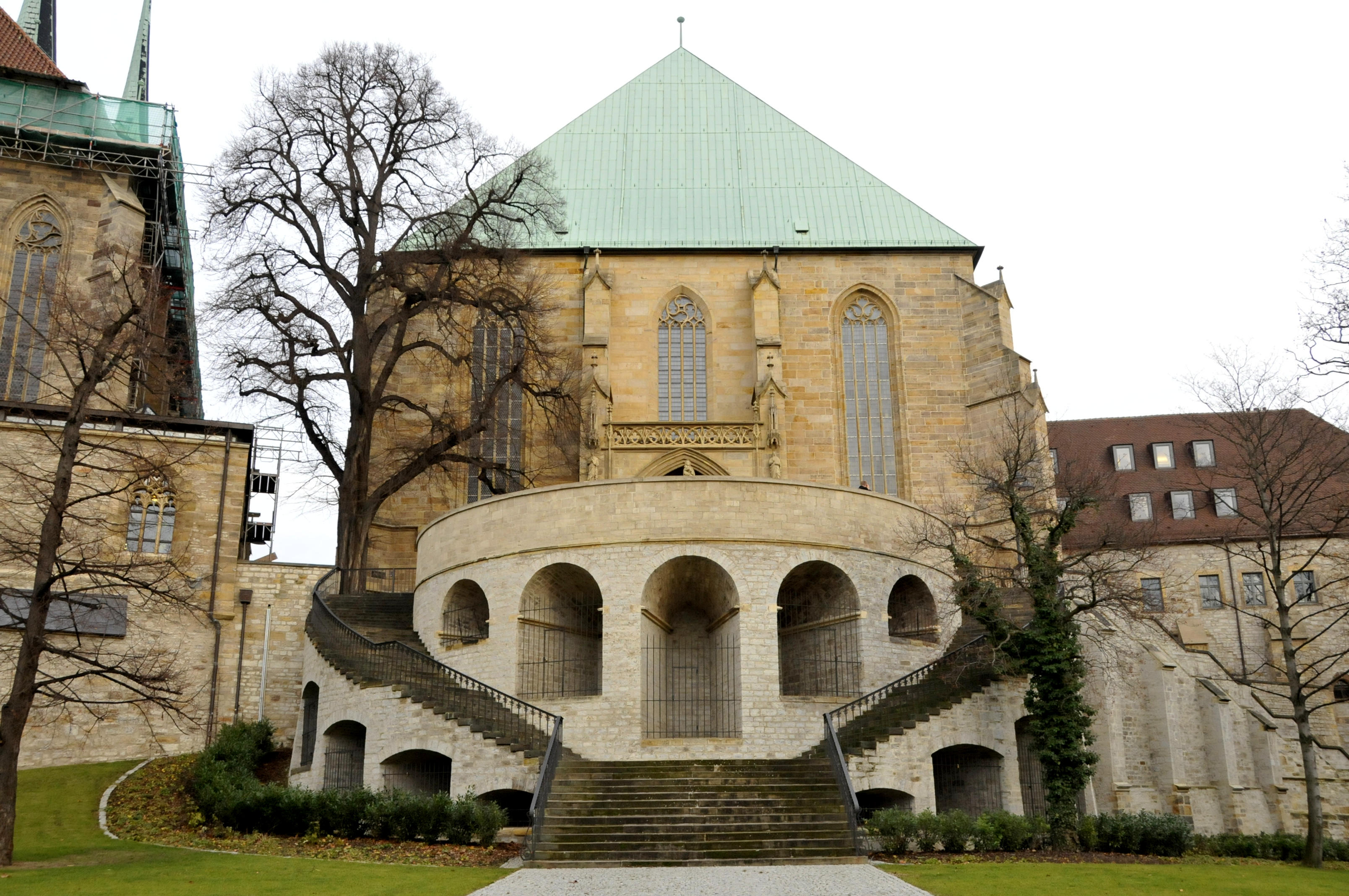
„Brühler Seite“ des Doms im November 2008
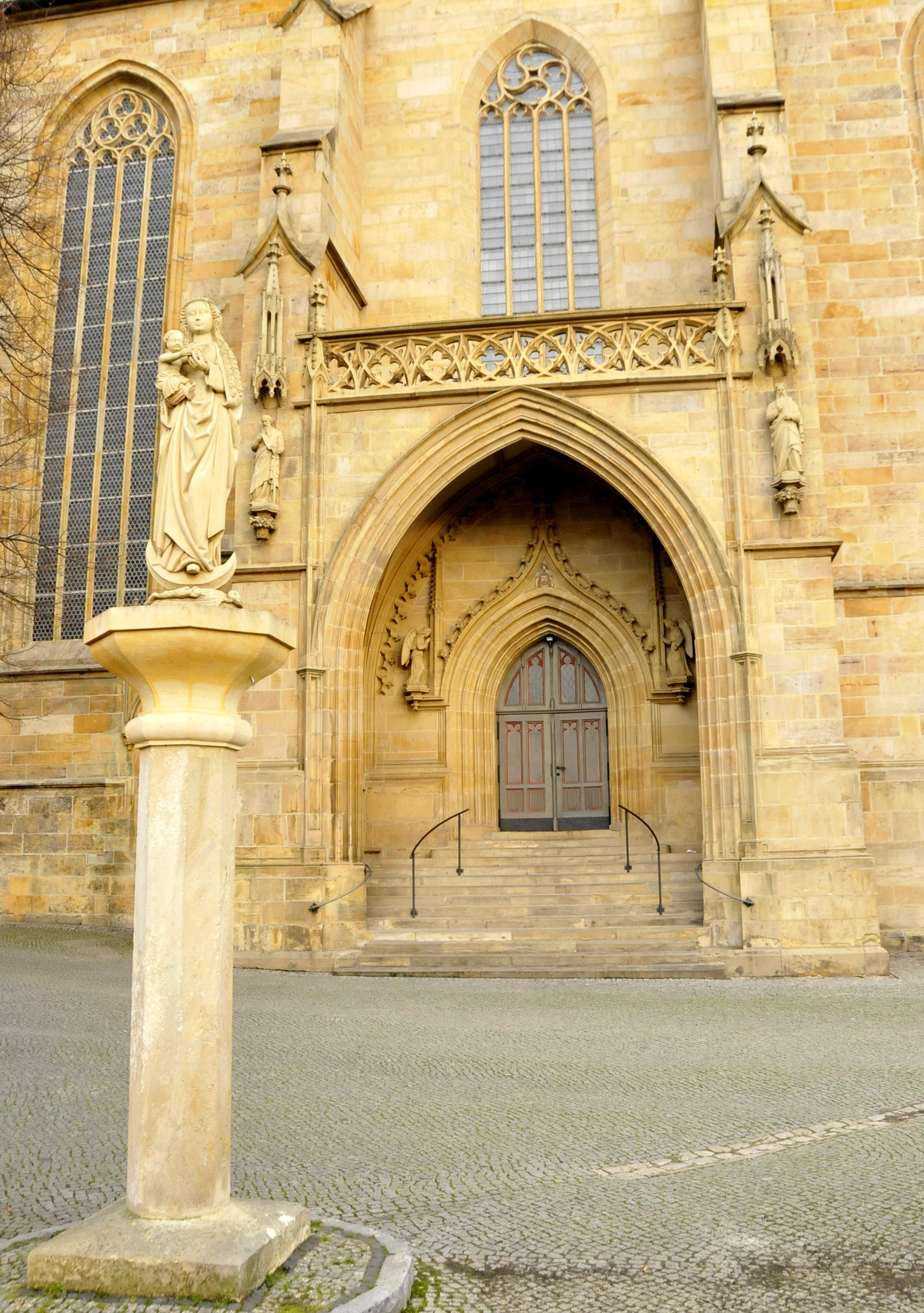
Eingang der Brühler Seite des Doms (verschlossen)
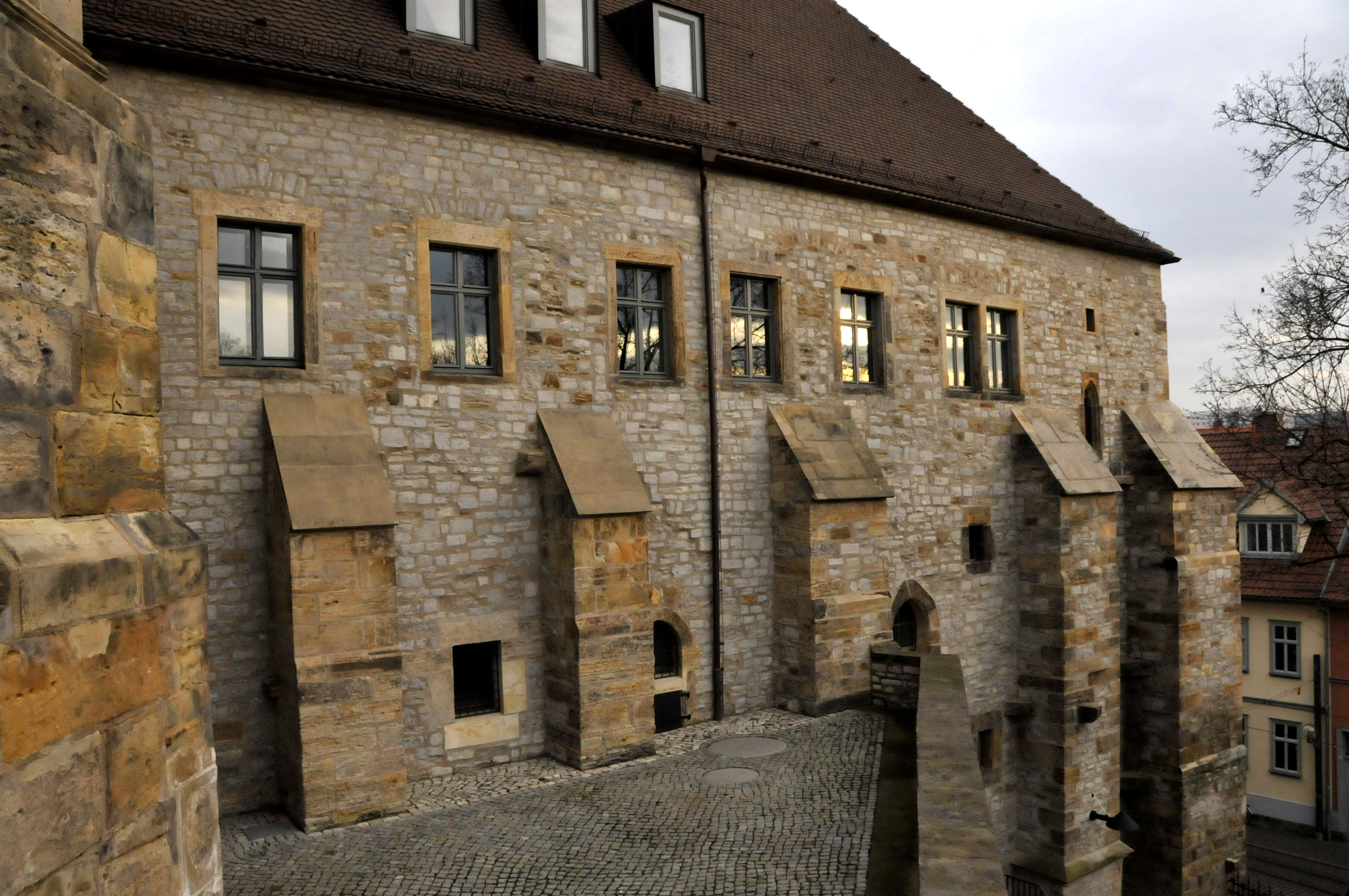
Südlicher Flügel, der die Domwerkstatt beherbergt
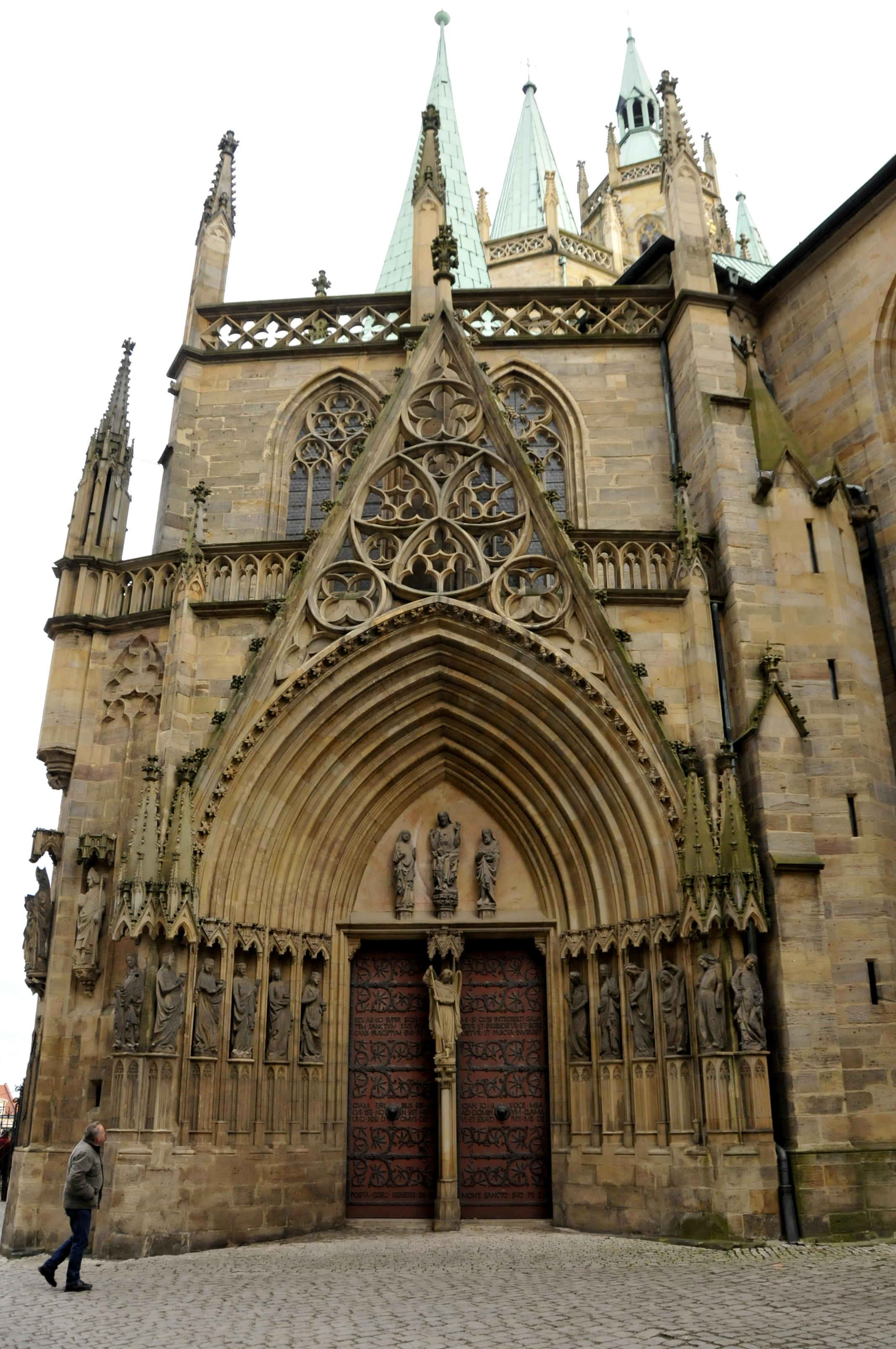
Jungfrauenportal als Teil des Triangelportals
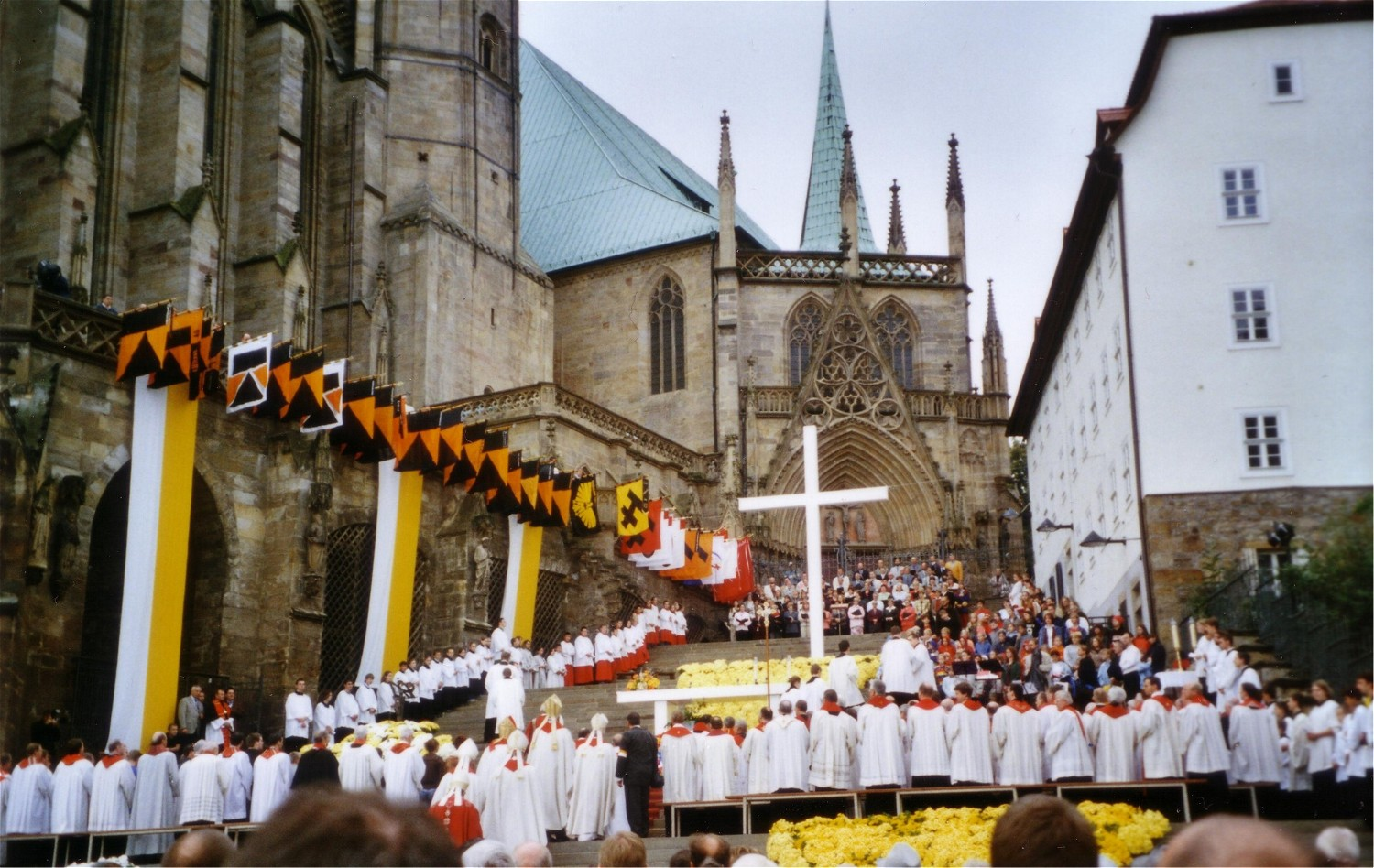
Hochamt anlässlich der Bistumswallfahrt im Bonifatiusjahr auf den Domstufen

Im Zweiten Weltkrieg blieb der Dom von direkten Bombentreffern verschont. Allerdings wurden das Dach und die nicht ausgelagerten Fenster des Hohen Chores (die gotischen Fenster waren ausgebaut worden) und des Langhauses durch Detonationen in der Nähe teilweise stark beschädigt. Die Türme wurden von Granaten getroffen. Die Reparaturen dauerten bis 1949/1951.
Im Jahr 1965 wurden umfangreiche Restaurierungsarbeiten begonnen. 1968, 100 Jahre nach dessen Errichtung, wurde das neogotische Dach mit dem Mosaikbild der Maria am westlichen Giebel abgebaut und durch ein dem spätgotischen Zustand entsprechendes neues Dach ersetzt. In den späten 1970er und 1980er Jahren bis 1997 wurde die Restaurierung der Kirche fortgesetzt.

1994, vier Jahre nach der Wiedervereinigung, wurden die Diözesen der römisch-katholischen Kirche in Deutschland neu geordnet; die ehemalige Marienstiftskirche wurde zur Kathedrale des restituierten Bistums Erfurt erhoben.
Im Oktober 2018 wurde bekannt, dass das Hauptportal sanierungsbedürftig ist.

## Ausstattung

### Glasfenster im Hochchor
Die 18,6 m hohen und bis 2,60 m breiten vierbahnigen Maßwerkfenster im Chor zeigen einen spätgotischen Glasgemäldezyklus. Er wurde von etwa 1370 bis um 1420 geschaffen und zählt zu den größten seiner Art in Deutschland. 13 der 15 Fenster sind noch fast vollständig mittelalterlich erhalten, wobei von den etwa 1100 einzelnen Scheiben 895 mittelalterlich sind. Das nur in Resten erhaltene Ostfenster mit Szenen aus dem Marienleben und geringfügige Ausbesserungen der Zeit zwischen 1897 und 1911 ergänzen den Altbestand.
Die Restaurierung der Fenster wurden von der Glasmalereiwerkstatt Linnemann von Alexander Linnemann und Otto Linnemann aus Frankfurt am Main durchgeführt. Auch neue Fenster wurden damals gestaltet. Material hierzu befindet sich im Linnemann-Archiv.
Während der napoleonischen Besetzung Erfurts wurden 1811 Fensterteile nach Paris verbracht und kehrten nicht wieder zurück. Die beiden westlichen Fenster der Südseite sind, einem neuen Restaurierungskonzept folgend, in der Bildsprache des Mittelalters gehaltene Neuschöpfungen von Charles Crodel.
Rechts neben dem Scheitelfenster werden die Schöpfung und die Urzeit bis zum Turmbau zu Babel behandelt (1. Buch Mose), links die Passion Christi bis zur Auferstehung. Die Südseite zeigt die Geschichte der Erzväter Abraham, Jakob und Josef, das letzte Fenster spätgotische heilige Jungfrauen (Tiefengrubenfenster), die Nordseite die Apostel und Apostelmartyrien sowie Heiligenlegenden der hll. Katharina, Eustachius, Bonifatius und Helena.
Die Fenster wurden sukzessive nach dem Chorbau geschaffen und können in drei Gruppen unterschieden werden: Die ältesten acht Fenster gehören der sogenannten kleinfigurigen Gruppe an (Eustachius-, Katharinen-, Apostel-Martyrien- sowie Passionsfenster an der Nordseite, Genesis-, Abraham-, Jakob- und Josephfenster an der Südseite). Sie zeichnen sich durch vorwiegend gedrungene Figuren mit großen Köpfen und Händen aus. Die Felder sind eng gefüllt. Sie entstanden unter dem Einfluss böhmischer und süddeutscher Vorbilder und datieren zwischen etwa Ende der Chorbauzeit um 1370 und 1380. Die zweite Gruppe wird als Einzelfigurengruppe bezeichnet. Hierzu gehören das Apostelfenster an der Nordostseite des Polygons und das wahrscheinlich beim Hochaltareinbau entnommene und seitdem weitgehend verschollene zentrale Marienfenster der Ostseite. Die Gruppe wird charakterisiert durch auf einzelne Scheiben verteilte Heiligendarstellungen mit weich fallenden Gewändern unter Vernachlässigung der Körperlichkeit und kräftig ausgebildeter Binnenzeichnung. Sie entstanden zwischen etwa 1390 und etwa 1400. Zu den Fenstern der sogenannten großfigurigen Gruppe gehören das Bonifatius- und das Helenafenster (die beiden westlichen der Nordseite) und das Tiefengrubenfenster. Es nach dem gleichnamigen Domvikar benannt, der das Fenster stiftete und hierauf kniend dargestellt ist. Er ist 1403 urkundlich nachweisbar und deshalb kann auch das letzte Fenster auf diese Zeit datiert werden. Bei den beiden ersten Fenstern wird in Betracht gezogen, dass sie nach dem Dombrand 1416 vielleicht in größerem Umfang erneuert und etwa 1420 fertiggestellt wurden. Deutlich zeigt sich hier der über Böhmen vermittelte Einfluss des „Weichen Stils“.
1940/1941 wurden wegen des beginnenden Bombenkriegs im Rahmen von baulichen Schutzmaßnahmen die mittelalterlichen Domfenster ausgebaut und durch Lagerung in den Kellergewölben unterhalb der Krypta gesichert. Die nicht ausgebauten „Elisabeth-Fenster“ von 1913 fielen 1944/1945 den Druckwellen von Bombendetonationen zum Opfer.
Im Laufe der Jahrhunderte erfolgten häufige Restaurierungen der Domfenster. Diese hatten zum Teil auch negative Nebenwirkungen. Das galt besonders für die Erneuerungsarbeiten an den Fenstern vor deren Wiedereinsetzen 1947 bis 1949. Während der DDR-Zeit waren die Fenster auch am Dom erheblichen Schadstoffkonzentrationen in der Luft ausgesetzt, dazu kommen Erschütterungen durch den benachbarten Verkehr am Boden und in der Luft über den Dom hinweg. Es erfolgen laufend aufwendige Restaurierungsarbeiten: So das Beseitigen von „Wettersteinkrusten“ an den Außenseiten der Fenster, von Sprüngen in Bleifassungen und Gläsern und Festigung der losen Malschicht an den Innenseiten.

### Chorgestühl

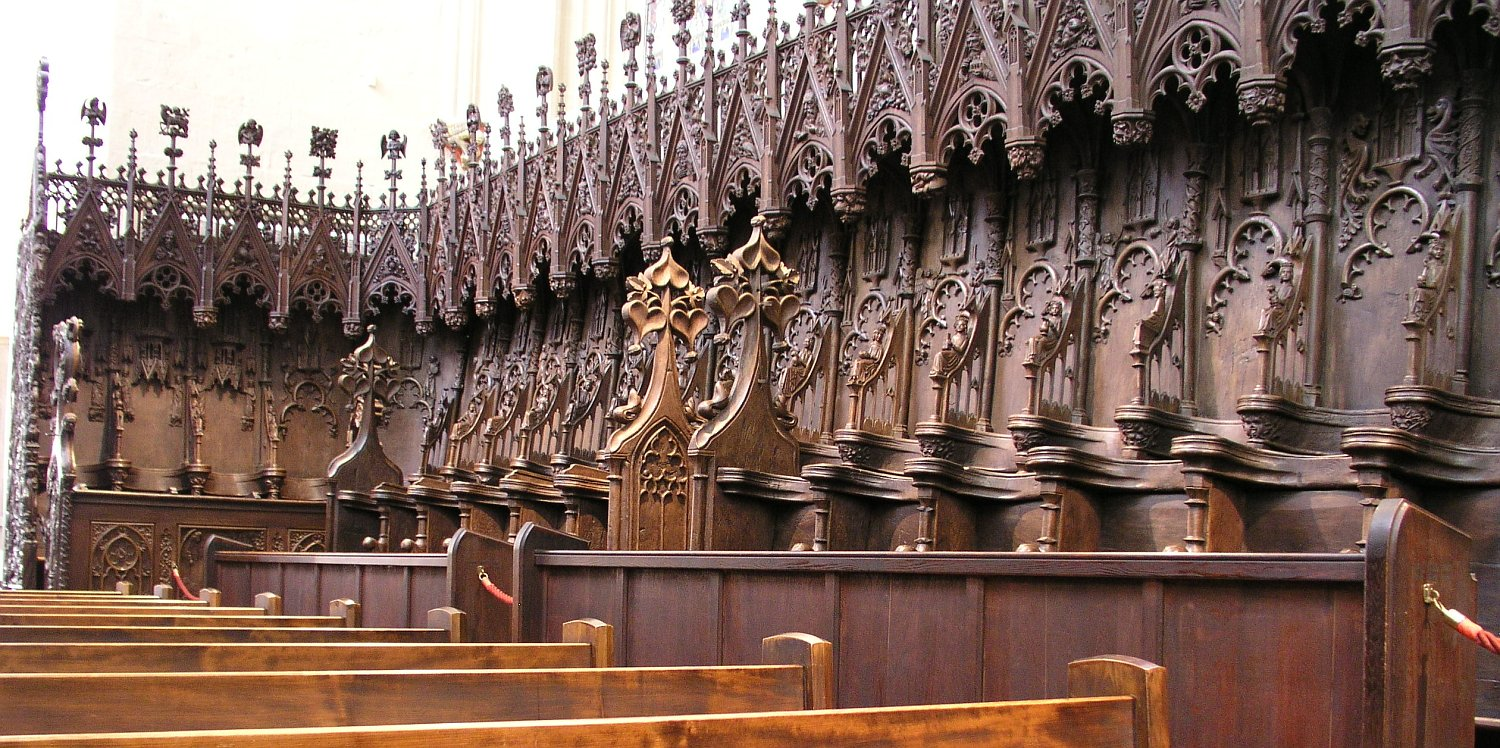
Chorgestühl des Erfurter Doms

Der Chor besitzt neben den Fenstern auch noch seine weitgehend originale Raumausstattung. Die hintereinander angeordneten 89 Sitze des Chorgestühls verteilen sich auf zwei Doppelreihen von 17,5 Meter Länge und je eine Reihe links und rechts an den westlichen Wänden, die den hohen Chor vom romanischen Kirchenteil trennen. Die Sitze sind aus Eichenholz. Das Erfurter Chorgestühl ist eines der umfangreichsten und am besten erhaltenen mittelalterlichen Gestühle in Deutschland, das original erhalten und qualitätvoller ist als in mancher anderen Bischofskirche. Im Jahr 1329 wurde das Holz für das Chorgestühl geschlagen und wohl bald darauf auch bearbeitet. Die bislang angenommene Datierung in die 1360/1370er Jahre muss aufgrund dieser Datierung um 40 Jahre nach vorne verlegt werden. 1829/1830 und 1900 erfolgten Ergänzungen vor allem im Bereich der Baldachine, so dass deren ursprüngliche Ausprägung nicht mehr rekonstruierbar ist. Außerdem wurden 36 der 50 Frauenfigürchen der Zwischenbacken und andere Details ersetzt.
Wie in jeder Stiftskirche hatte jeder Chorherr seinen eigenen festen Platz im Chorgestühl (stallus in choro), wobei streng nach Rang unterschieden wurde. In den hinteren, höher platzierten und viel reicher ausgestatteten Stühlen hatten die maiores praebendati, die besser ausgestatteten Chorherren, ihren Platz. Darunter lagen die Plätze der minores praebendati, geringere Kleriker wie gewählte Domherren im Wartestand und Vikare sowie Schüler der Domschule. Letztere hatten oft ihre Namen eingeritzt, was in älterer Literatur hinsichtlich Datierung für Verwirrung sorgte. Am prächtigsten und reichsten verziert ist die Gestühlsreihe an der Westseite des Chores. Auf jeder Seite liegen drei Sitze mit davorstehenden Pulten, die jedoch in der Form modern sind, nur die Wangen sind noch original. Hier saßen die Dignitäre oder Prälaten, die Würdenträger des Kapitels: der Propst, der in Personalunion auch Archidiakon war, Dekan, Kantor, Kustos, Scholaster, und auf dem sechsten Stuhl vielleicht der Senior oder Punctator oder ein Weihbischof.
Das Programm besteht aus einer typologischen Gegenüberstellung von Altem und Neuem Testament. Dazu kommen genrehafte Szenen und Fratzen und Wesen an Zwischenbänken und Handläufen. Die Stühle besitzen keine der sonst üblichen Miserikordien („Erbarmen“), das heißt kleine Konsolen zum Abstützen. Besonders reich ausgebildet sind die beiden großen Westwangen. Die südliche zeigt einen rankenden, Rundformen bildenden Weinstock mit Szenen des Weinanbaus und der Weinlese über einem Christuskopf zwischen zwei Fischen. Oben in neben kleinen vollplastischen Figur von Maria mit dem Kind ist in zwei Dreipassarkaden der Sündenfall dargestellt. Der Weinstock ist als Symbol Christi zu interpretieren, da der Wein das Blut Christi versinnbildlicht. Die Medaillons mit dem Weinbau sind damit Allegorien der Überwindung der Erbsünde durch das Opfer Christi. Die nördliche Westwange zeigt den Sieg des Christentums über das Judentum im Kampf zwischen Ecclesia und Synagoge. Ein strahlender Ritter tritt gegen einen Reiter auf einer Sau an (siehe Judensau). Wahrscheinlich steht diese Darstellung auch mit den 1349/50 tobenden Pogromen gegen die Juden in Zusammenhang. Die darüber befindlichen vier musizierenden Engel mit zeitgenössischen Musikinstrumenten und der König David mit der Harfe sowie drei musizierenden Begleitern feiern offenbar den Sieg der christlichen Kirche.
Bei den Ostwangen sind im Süden der heilige Christophorus als Jugendlicher und im Norden der sich erhängende Judas Iskariot und ein höhnisch grinsendes Teufelchen im Baumgeäst dargestellt. Deutlich sind ein Qualitätsabfall und mindestens zwei Hände feststellbar, wobei das Gestühl der Dignitare und hohen Prälaten den besten Bildschnitzern anvertraut war.
Das wertvolle Chorgestühl wurde im Luftkrieg des Zweiten Weltkrieges durch Einmauerung und Überdachung mit Eisenbetonplatten vor Bombensplittern geschützt.

### Hochaltar

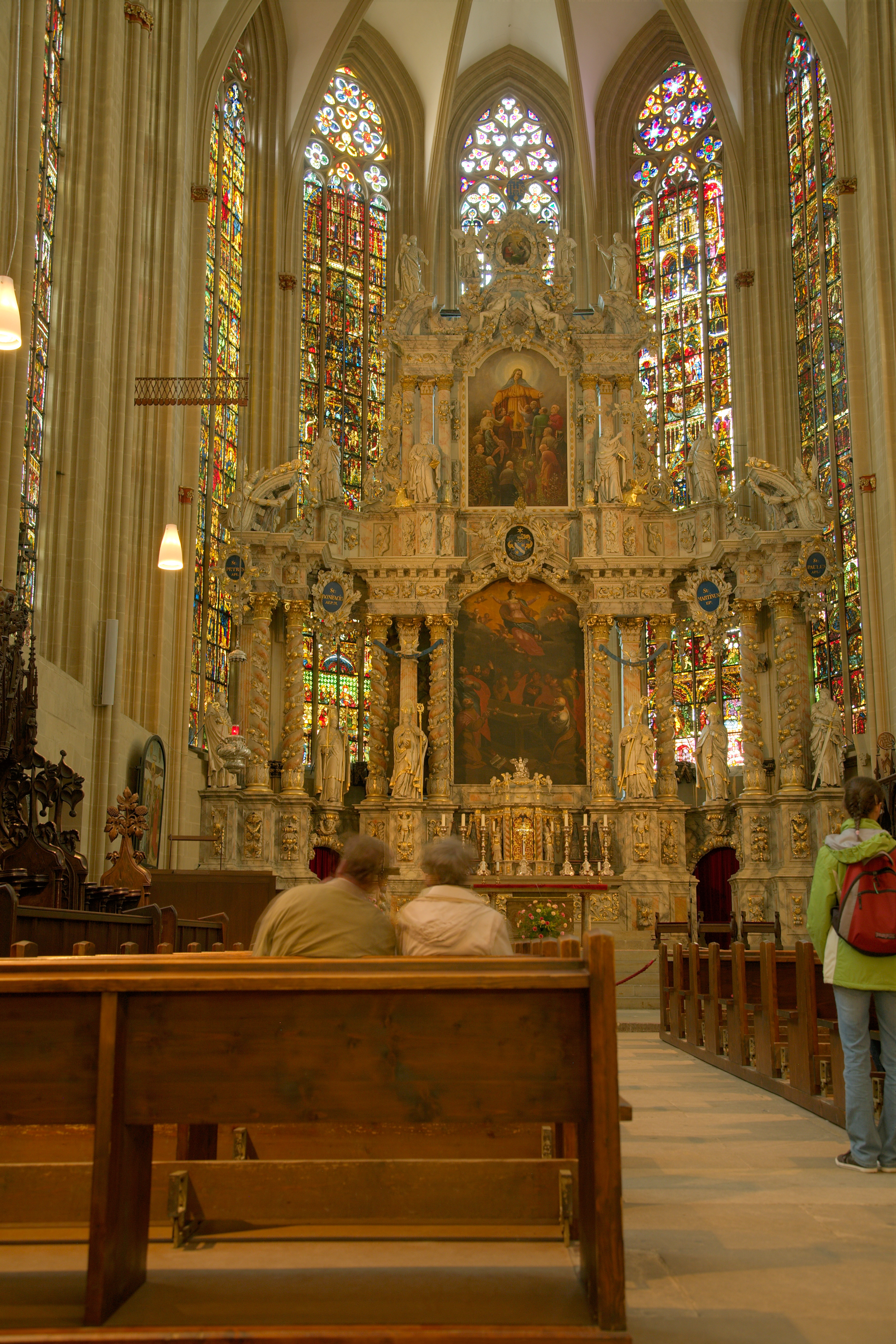
Hochaltar im Erfurter Dom

Der 16,5 m hohe und 13 m breite barocke Hochaltar wurde zwischen 1697 und 1707 angefertigt und wohl anstelle eines großen gotischen Flügelaltars aufgestellt. Er wurde zu Beginn des 21. Jahrhunderts restauriert. Das Tabernakel trägt eine inschriftliche Datierung auf 1697 und wurde nach der chronikalischen Überlieferung 1706 aufgestellt. Der Meister des Altars ist der Holzbildhauer Johann Andreas Gröber (1644–1709), der von ~ 1671 bis zu seinem Tod im eichsfeldischen Heiligenstadt gelebt hat. Die Aufstellung erfolgte im Zusammenhang mit der Gegenreformation und ist als Zeichen der Herrschaft des Mainzer Erzbischofs in Erfurt zu verstehen.
Er besteht aus einem hohen, doppelgeschossigen Postament, das mehrfach verkröpft und mit seitlichen Durchgängen versehen ist. Auf dem breiten, polygonal angeordneten Untergeschoss stehen Säulenpaare, die gedreht und mit Weinlaub umwunden sind. Sie tragen ein mächtiges Gebälk mit reichem plastischen Dekor, das die Form des Postamentes wieder aufnimmt. Auf dem Postament stehen außen Plastiken der Apostelfürsten, links der Heilige Petrus, rechts der Heilige Paulus, danach links der Heilige Bonifatius und rechts St. Martin, der Patron des Mainzer Erzbistums, und an bevorzugter Stelle neben dem Altarbild die Bischöfe Adolar und Eoban. Auf dem oberen Postament stehen die vier Evangelisten. Nur in der Mittelachse besteht ein mit Sprenggiebeln versehener Aufsatz, der von einem Giebelfeld mit ovalem Medaillonbild bekrönt wird. Auf den Sprenggiebeln wiederum stehen Josef und Johannes der Täufer. Das Medaillonbild zuoberst flankieren die Erzengel Michael und Raphael.
Das untere Altarblatt zeigt die Anbetung der Heiligen Drei Könige, wobei sich die Darstellung an das gleichnamige Gemälde von Peter Paul Rubens anlehnt. Es stammt von dem in Erfurt zwischen 1736 und 1776 nachweisbaren Maler Jakob Samuel Beck und ersetzt wohl ein älteres Gemälde. Ursprünglich war auch das Gemälde der heiligen Dreifaltigkeit im Aufsatz von Beck, heute hängt hier ein barockisierendes Bild mit einer Schutzmantelmadonna von 1950, in der sich damals lebende Zeitgenossen der Domgemeinde verewigen ließen. In der Kartusche wird ein Verkündigungsbild gezeigt. Die beiden Altarbilder können den großen Kirchenfesten entsprechend gewechselt werden („Theatrum sacrum“).
An der Südwand des Chores hängen „Kreuzigung“ und „Himmelfahrt Mariä“ (Anfang 18. Jahrhundert) und ein weiteres Bild von Beck, die „Anbetung der Hirten“ aus der zweiten Hälfte des 18. Jahrhunderts. Der Altar ordnet sich trotz seiner Monumentalität dem hochgotischen Chor unter und lässt bis auf das Achsfenster den Blick auf die Chorfenster zu.

### Glasfenster im Kirchenschiff
Die Farbglasfenster des Langhauses aus den 1860er Jahren wurden durch Luftminen- und Sprengbomben-Detonationen in der Nähe des Doms zerstört, darunter das „Kaiserfenster“ (1879) gegenüber dem Haupteingang. Sie wurden zunächst durch provisorische Fenster, zum Teil auch durch „Verbretterung“, ersetzt.
Charles Crodel, der auch im Hohen Chor die Ergänzungsfenster 14 (hl. Elisabeth) und 15 (Apokalypse) schuf, führte die Bildthemen im Kirchenschiff weiter. Crodels, in der Art eines Pentychon gestalteter, fünfteiliger Glasfensterzyklus bildet so zusammen mit den neun Chorfenstern eine den gesamten Kirchenraum umgreifende Glasarchitektur:
Im Süden:
- Offenbarungsfenster (1960)
- Elisabethfenster (1960)
- Fünf Freuden Mariae[8] (auch Wolfram-Fenster genannt, 1960)

Im Westen:
- Musik- oder Cäcilienfenster (1962)

Im Norden:
- Heilig-Kreuz-Fenster (1962).

Ansichten
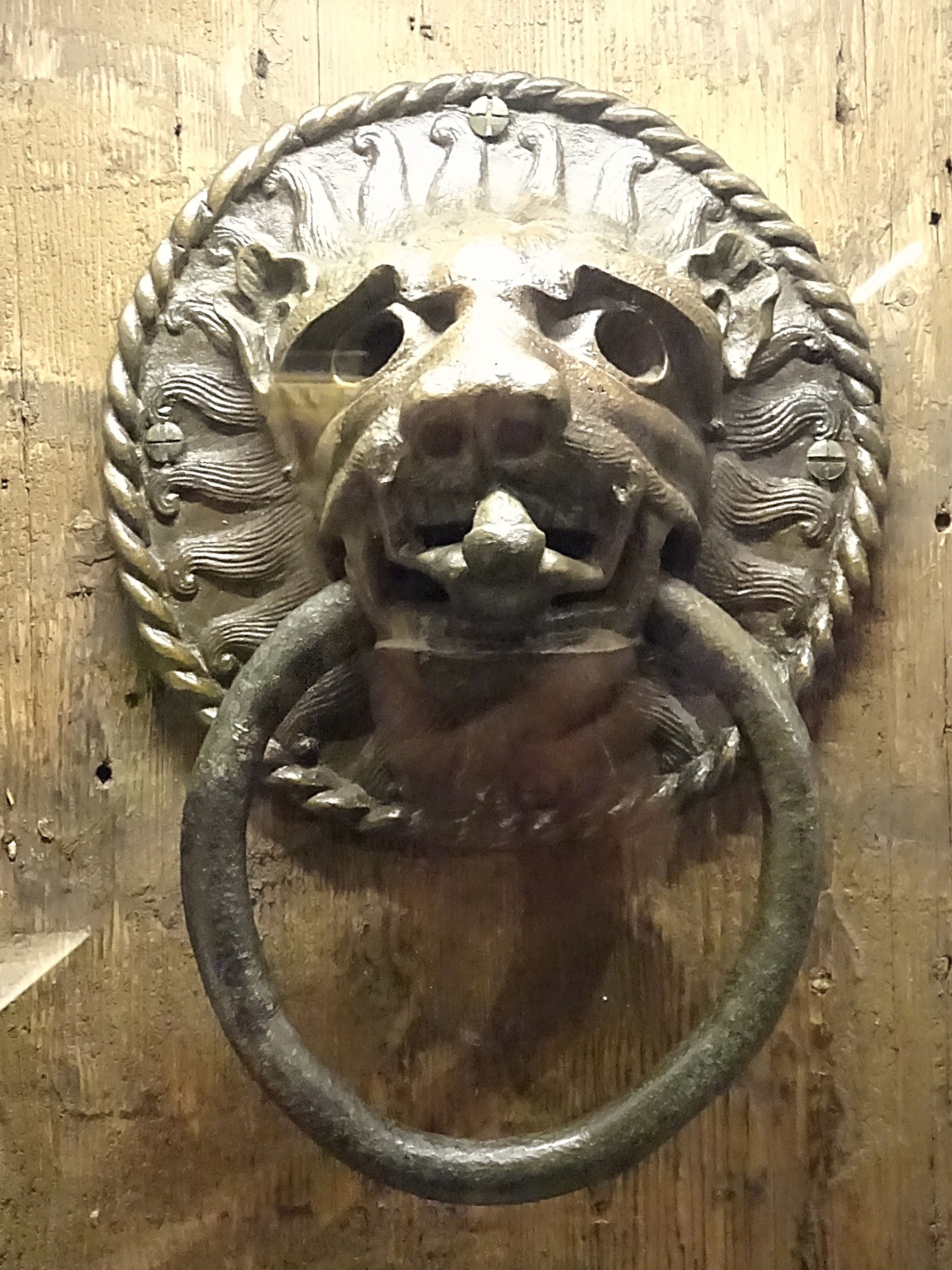
Türzieher am Apostelportal
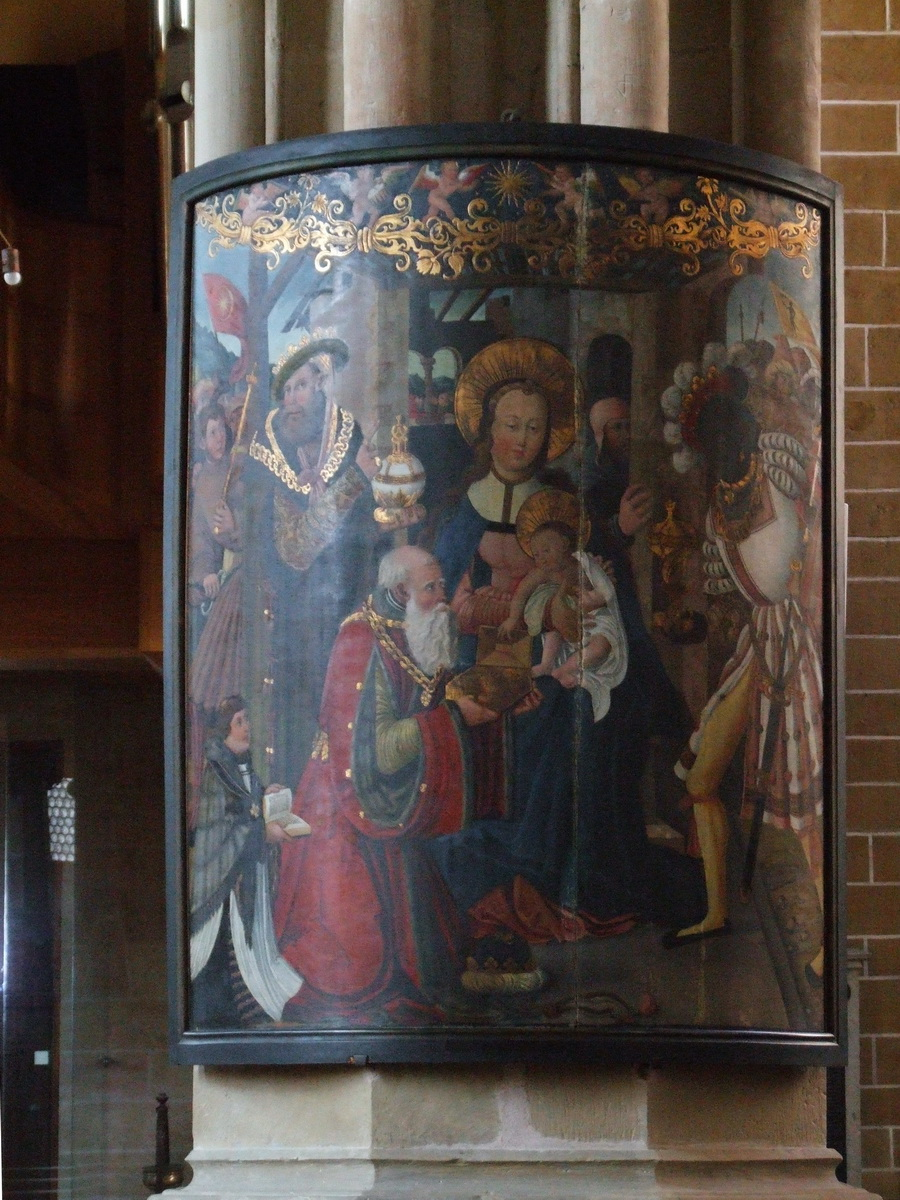
Tafelbild an Langhauspfeiler: Anbetung durch die hl. drei Könige
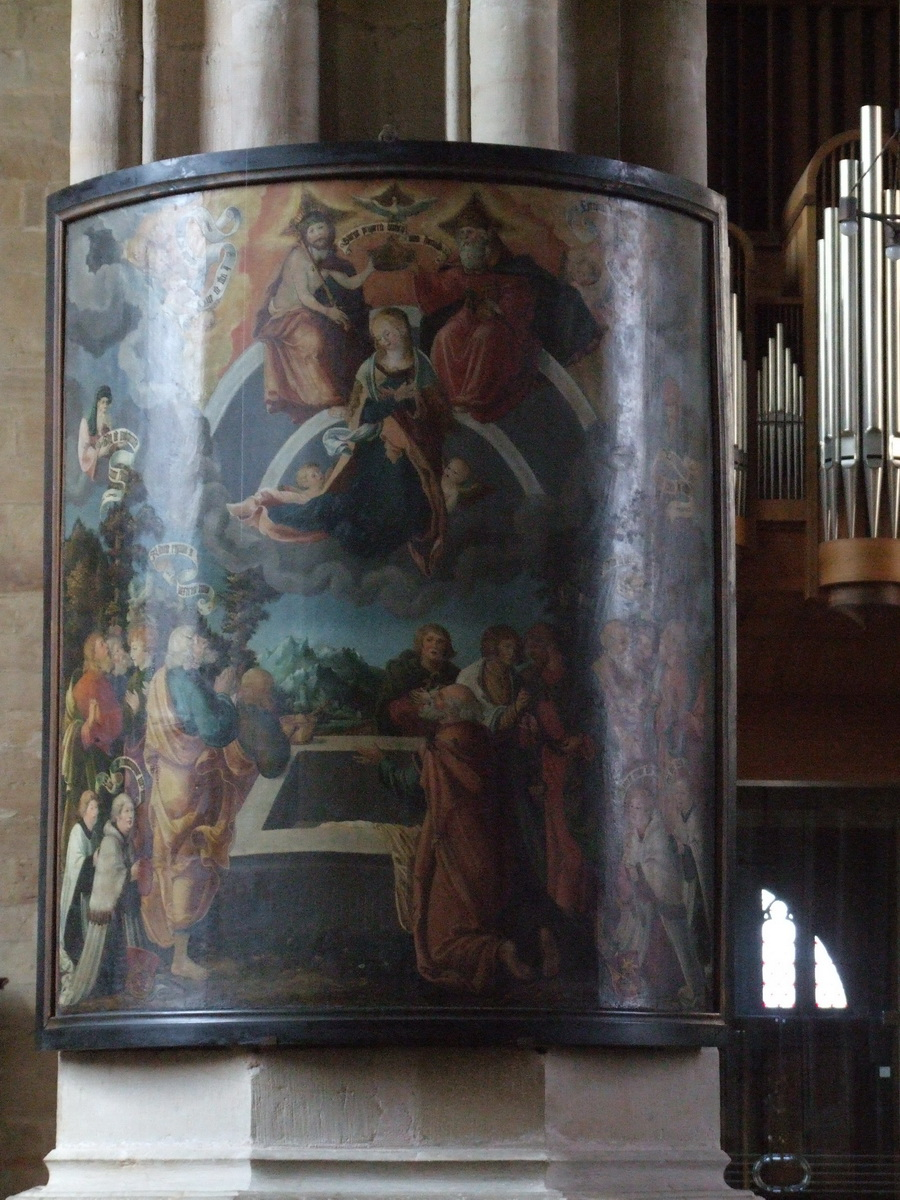
Tafelbild an Langhauspfeiler: Mariä Himmelfahrt und Marienkrönung
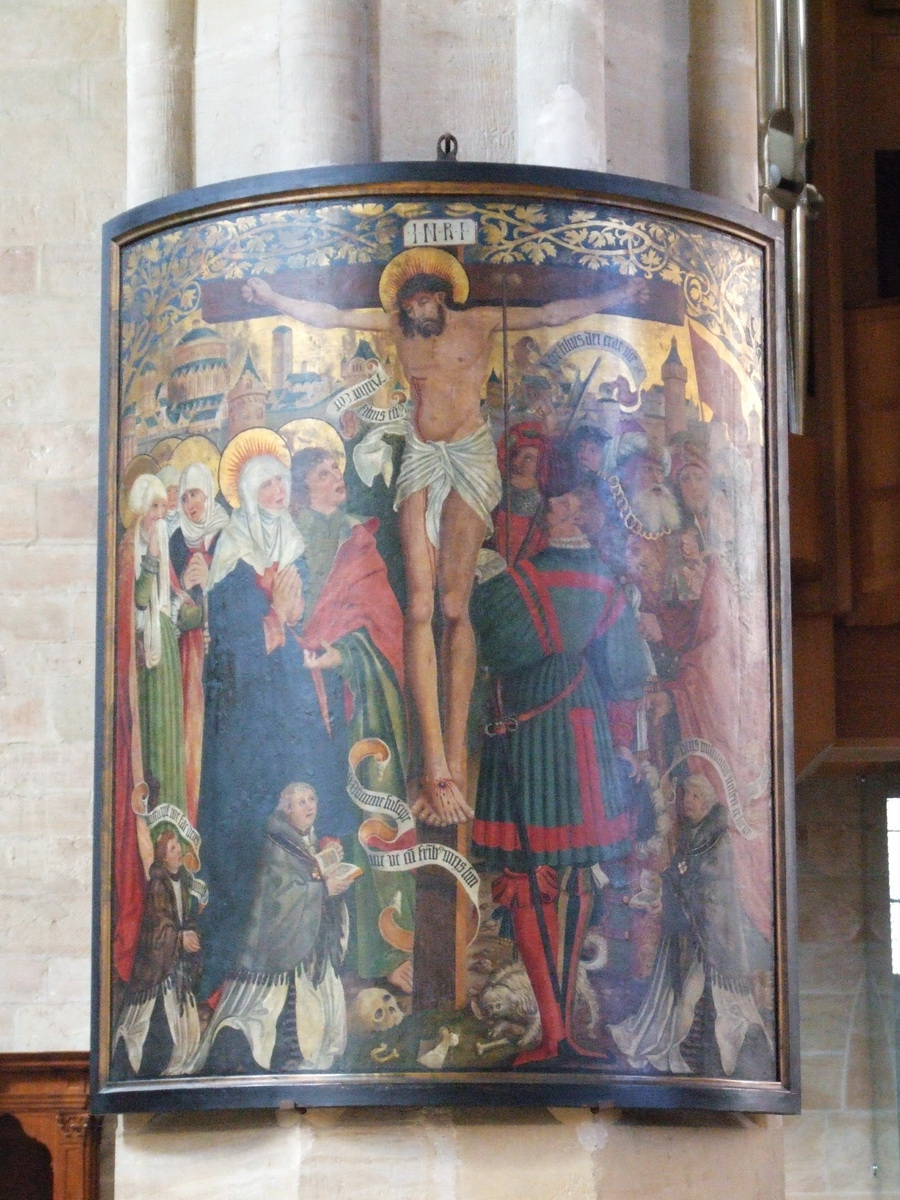
Tafelbild an Langhauspfeiler: Kalvarienberg
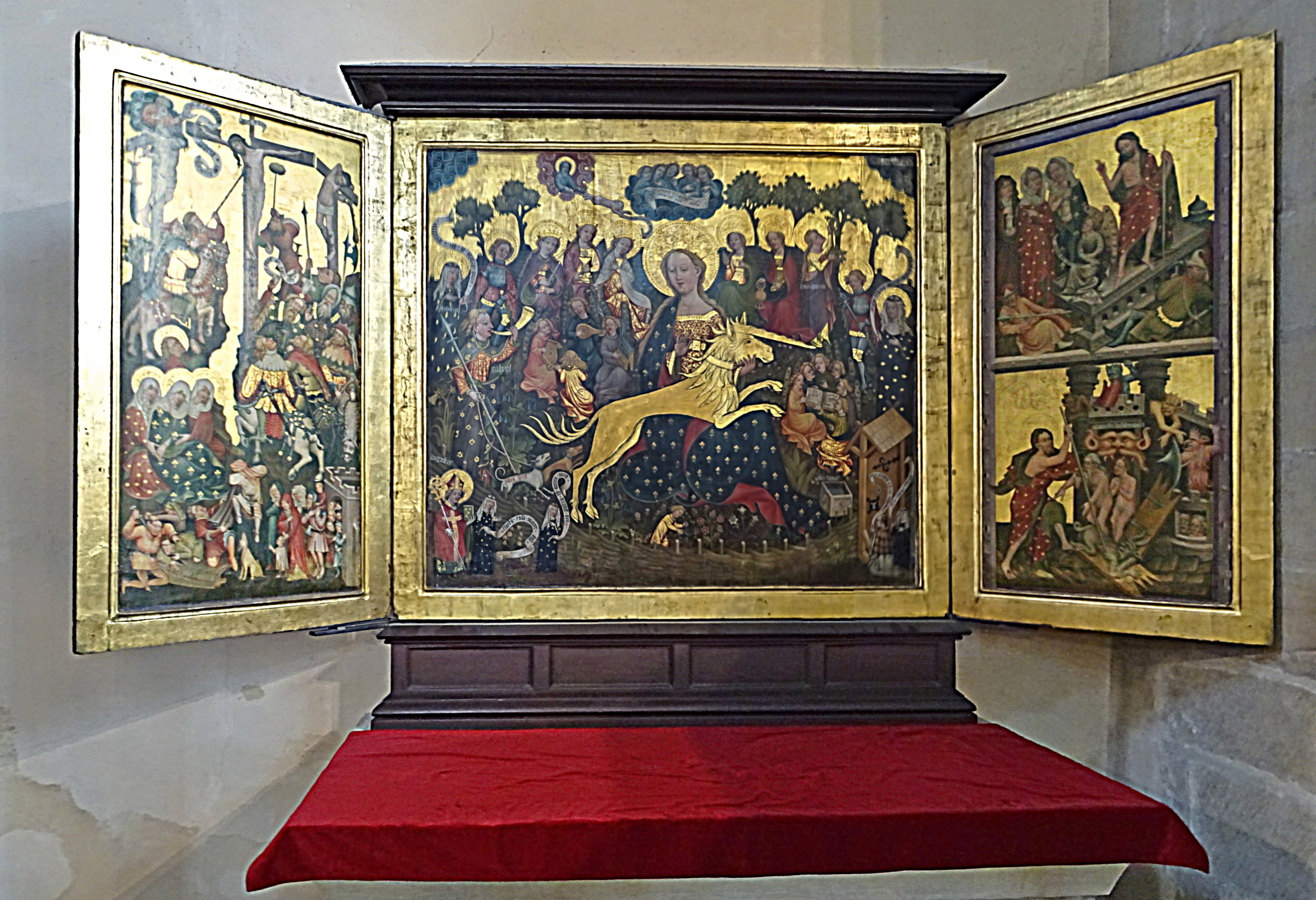
Einhornaltar im Querhaus
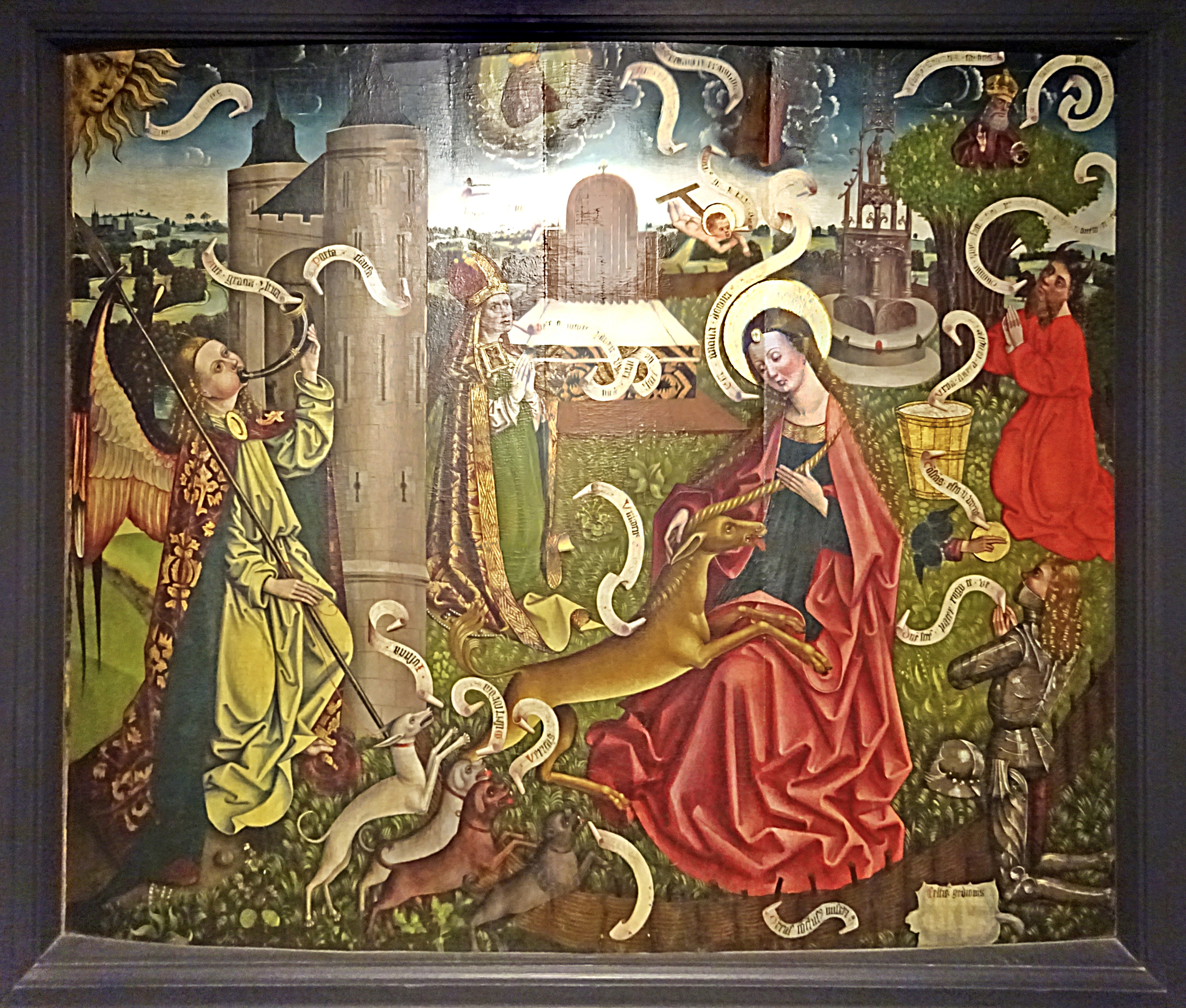
Einhornaltar-Fragment im Domschatz
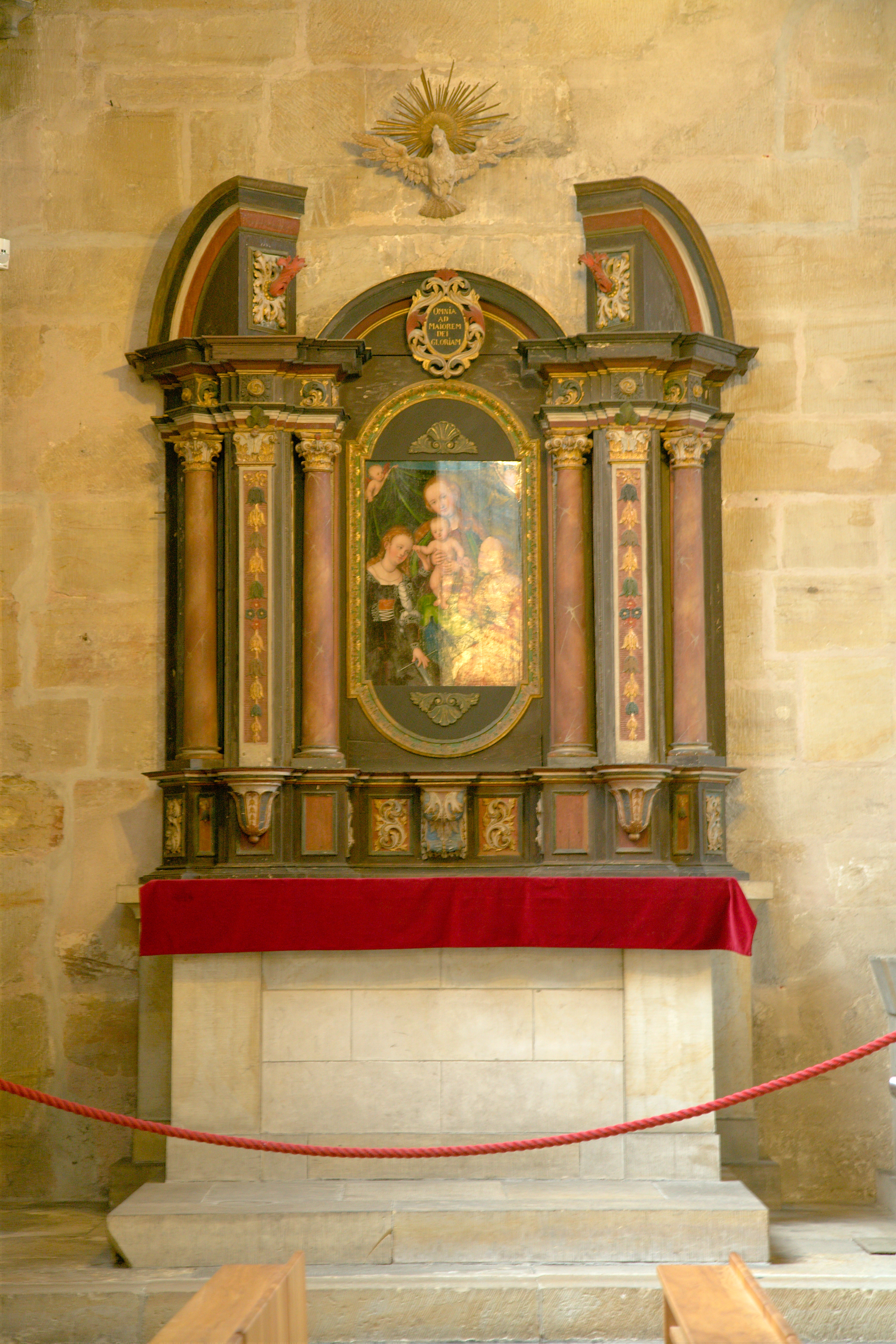
Seitenaltar mit dem Bild der Vermählung der hl. Katharina mit dem Jesusknaben von Lucas Cranach
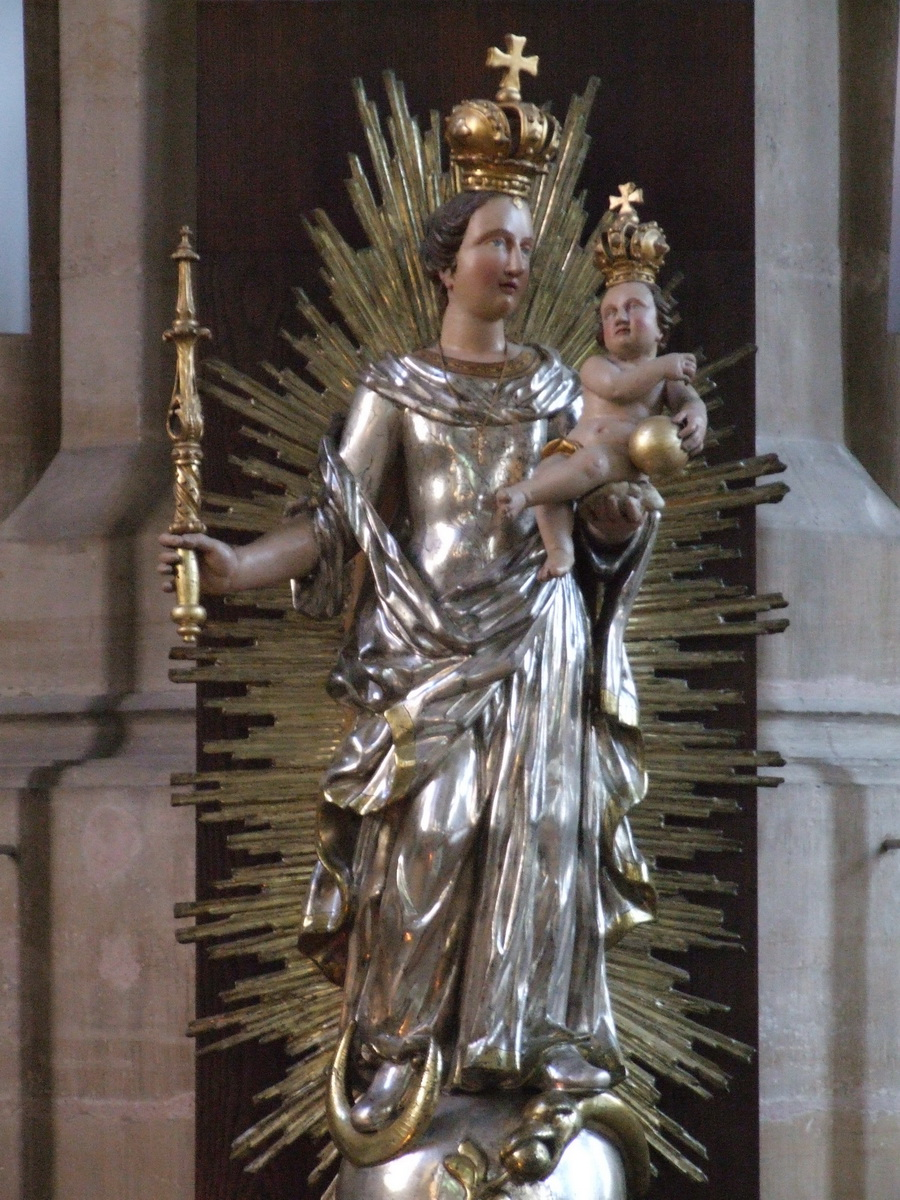
Barocke Madonna
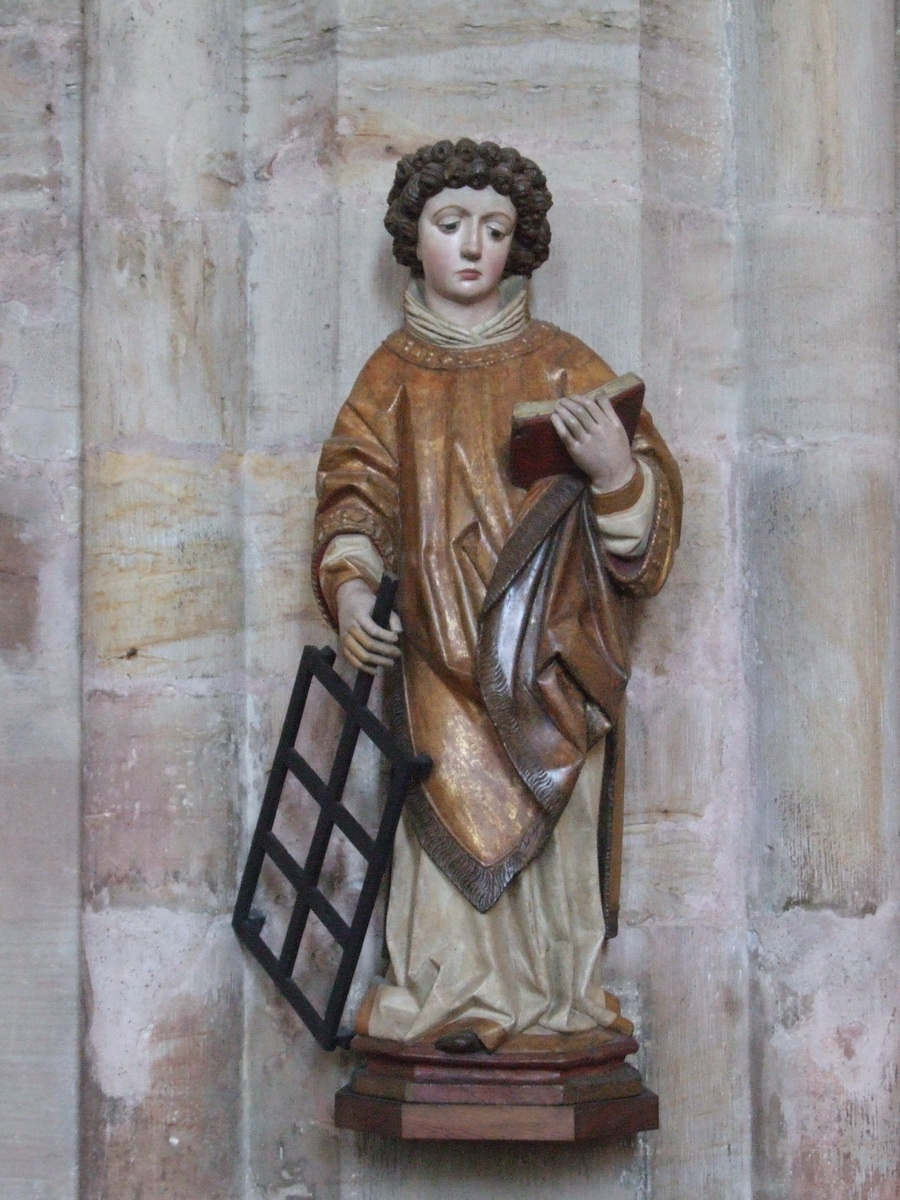
Hl. Laurentius
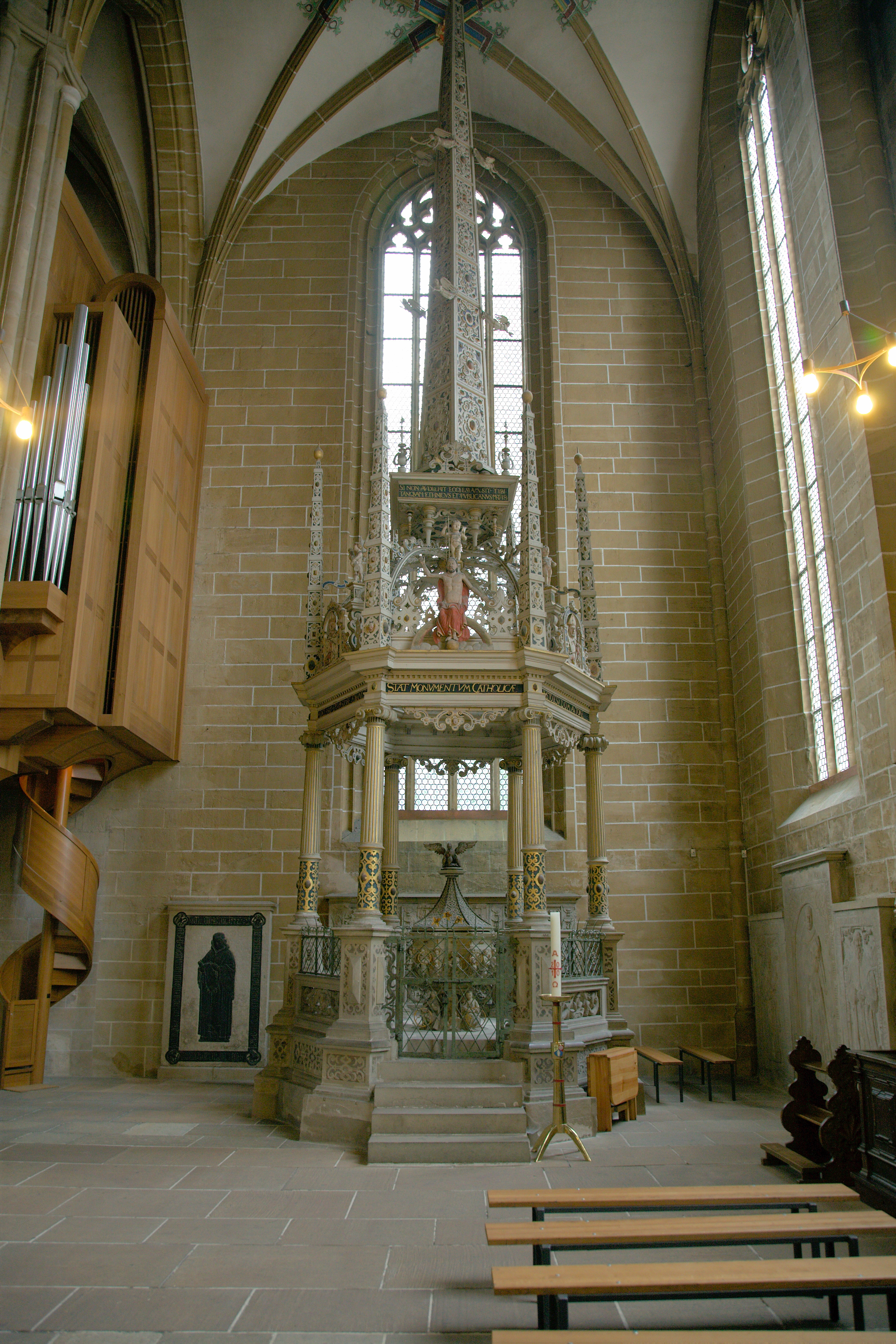
Taufbrunnen
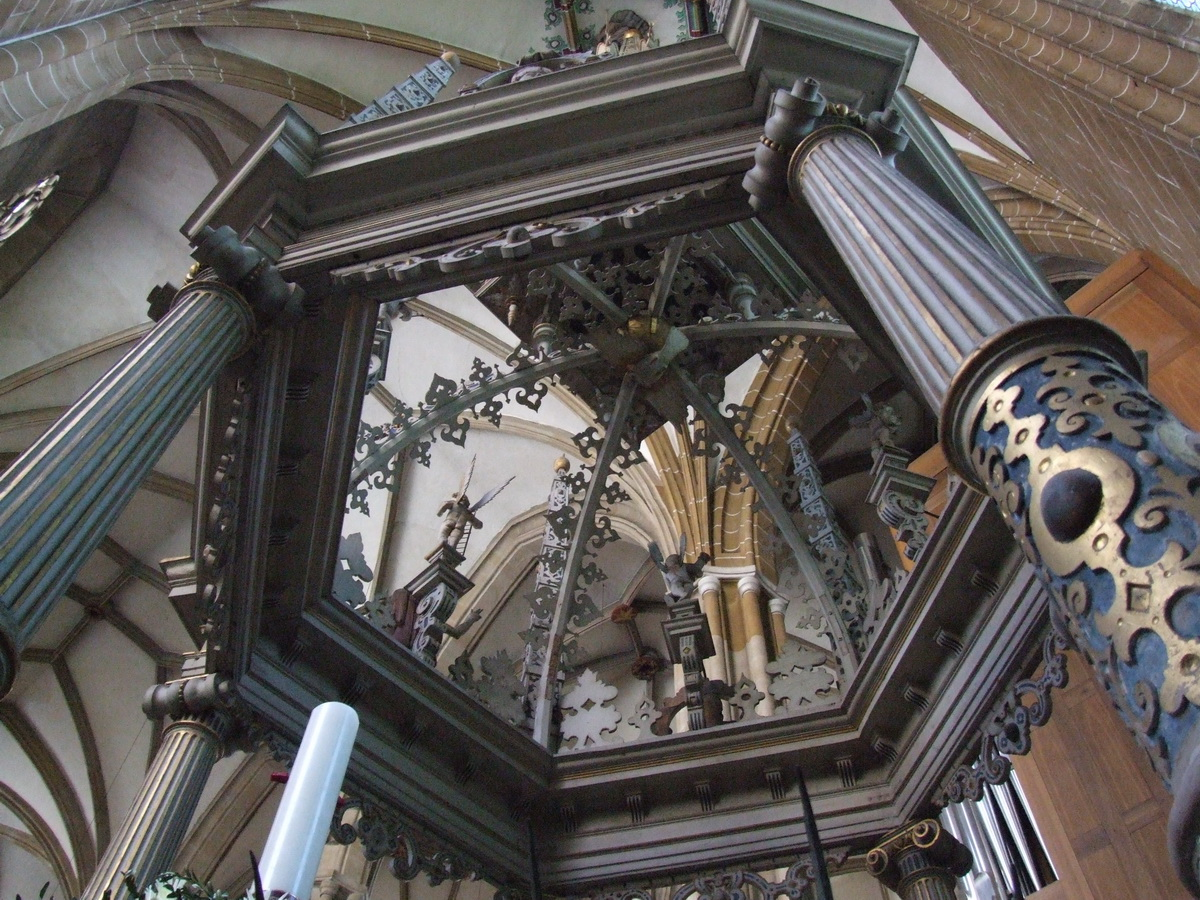
Blick in den Aufsatz des Taufbrunnens

## Domorgeln
Bis in die 1960er Jahre befand sich im Dom eine große Orgel mit vier Manualen und 82 Registern, die 1906 von der Firma Johannes Klais (Bonn) erbaut worden war. Das Gehäuse stammte noch von der Vorgängerorgel, die von Ernst Siegfried Hesse 1835 erbaut worden war. Das Instrument wurde 1963 abgerissen, wegen kriegsbedingter Wasserschäden und wegen des damaligen nüchtern-analytischen Zeitgeschmacks, der einem solchen romantisch-orchestralem Instrument entgegenstand.
Seit 1994 ist Silvius von Kessel Domorganist und -kantor am Erfurter Dom.

### Chororgel
1963 wurde die Chororgel eingeweiht. Sie wurde von der Orgelbaufirma Alexander Schuke Potsdam Orgelbau erbaut und befindet sich im Hohen Chor. Das Instrument hat 29 Register auf zwei Manualen und Pedal. Die Spiel- und Registertrakturen sind elektrisch.
| I Hauptwerk C–a3 |               |        |
| 01.              | Pommer        | 16′    |
| 02.              | Principal     | 08′    |
| 03.              | Koppelflöte 0 | 08′    |
| 04.              | Oktave        | 04′    |
| 05.              | Gemshorn      | 04′    |
| 06.              | Nassat        | 02 ⁄3′ |
| 07.              | Oktave        | 02′    |
| 08.              | Mixtur VI     |        |
| 09.              | Scharff IV    |        |
| 10.              | Trompete      | 08′    |

| II Oberwerk C–a3 |                       |       |
| 11.              | Gedackt               | 8′    |
| 12.              | Principal             | 4′    |
| 13.              | Rohrflöte             | 4′    |
| 14.              | Sesquialtera II-III 0 |       |
| 15.              | Gemshorn              | 2′    |
| 16.              | Quinte                | 1 ⁄3′ |
| 17.              | Sifflöte              | 1′    |
| 18.              | Scharff V-VII         |       |
| 19.              | Dulcian               | 8′    |
|                  | Tremulant             |       |

| Pedal C–g1 |                   |     |
| 20.        | Subbaß            | 16′ |
| 21.        | Oktave            | 08′ |
| 22.        | Baßflöte          | 08′ |
| 23.        | Baß-Aliquote IV 0 |     |
| 24.        | Rohrpommer        | 04′ |
| 25.        | Holzflöte         | 02′ |
| 26.        | Mixtur V          |     |
| 27.        | Posaune           | 16′ |
| 28.        | Trompete          | 08′ |
| 29.        | Feldtrompete      | 04′ |

- Koppeln: II/I, I/P, II/P

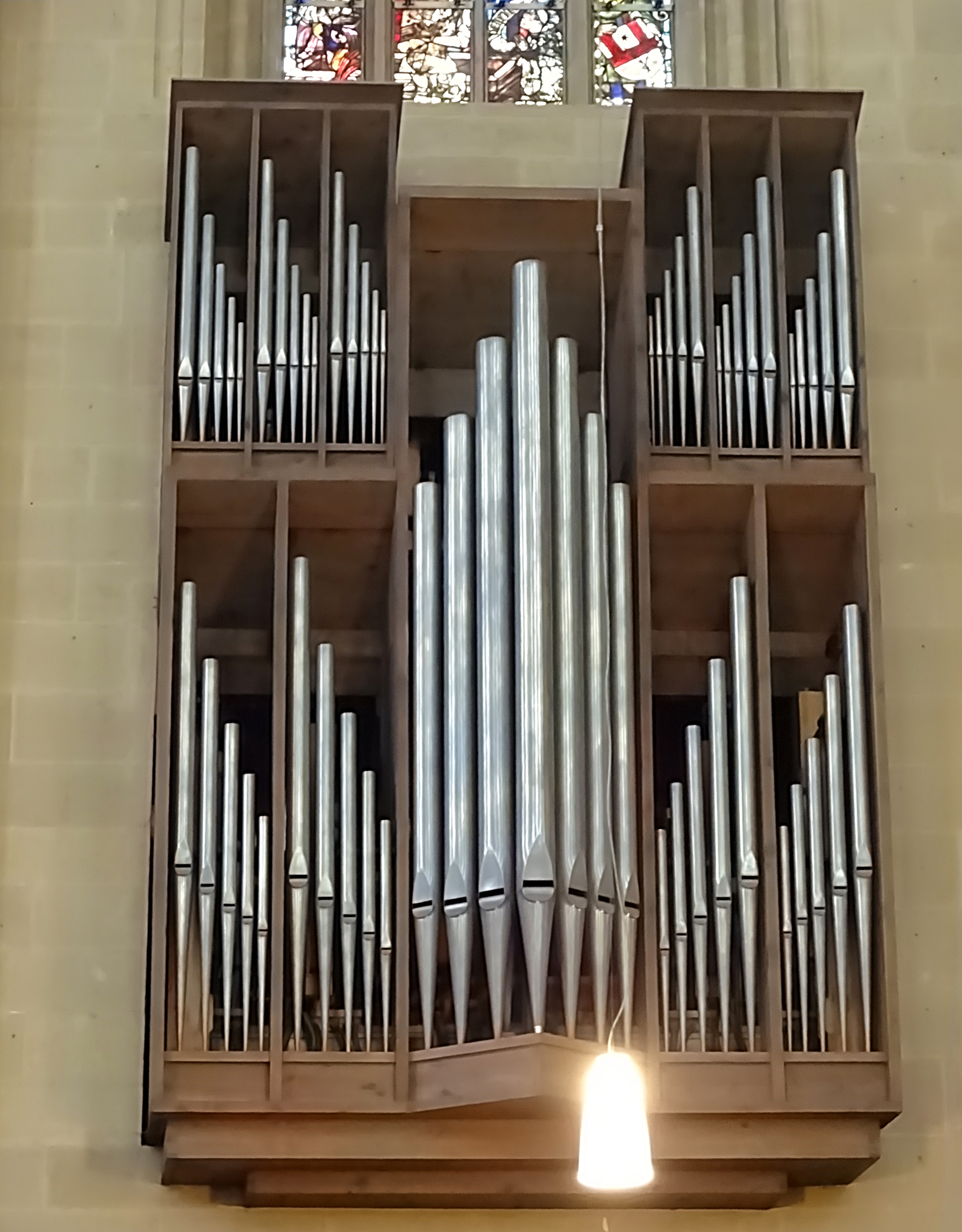
Chororgel

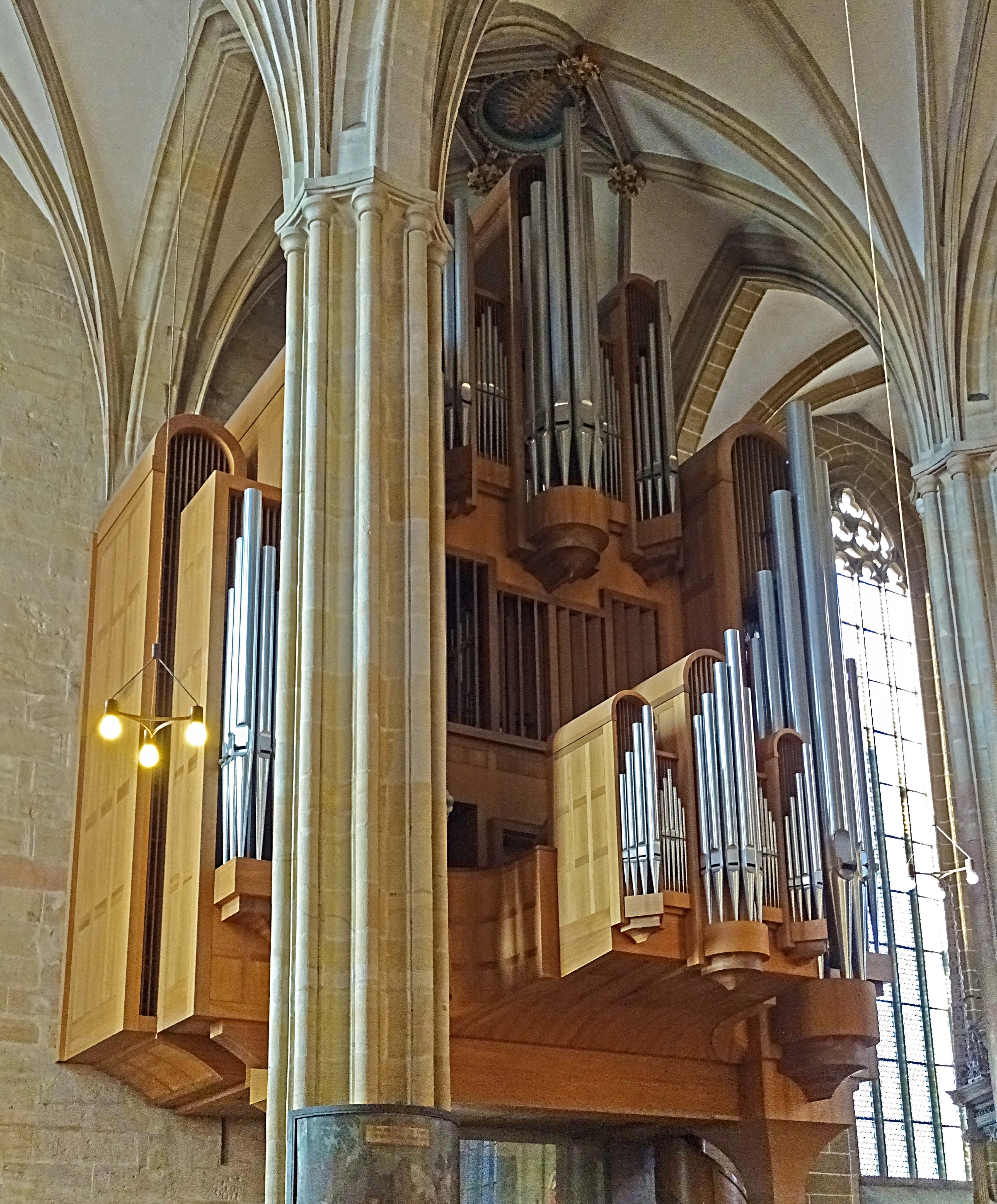
Hauptorgel

- Spielhilfen: 4 freie Kombinationen

### Hauptorgel
Die Hauptorgel wurde 1992 ebenfalls von Schuke (Potsdam) erbaut. In dem neuen Instrument wurden einige Register aus der Vorgängerorgel von 1906 übernommen. Es hat 62 Register auf drei Manualen und Pedal. Die Spieltrakturen sind mechanisch, die Registertrakturen elektrisch. Vom Spieltisch der Hauptorgel lässt sich auch die Chororgel anspielen.
| I Rückpositiv C–a3 |               |        |   |
| 01.                | Principal     | 08′    |   |
| 02.                | Metallgedackt | 8′     | K |
| 03.                | Quintadena    | 8′     |   |
| 04.                | Oktave        | 4′     |   |
| 05.                | Rohrflöte     | 4′     |   |
| 06.                | Hohlquinte    | 2 ⁄3′  |   |
| 07.                | Oktave        | 2′     |   |
| 08.                | Waldflöte     | 2′     |   |
| 09.                | Terz          | 1 3⁄5′ |   |
| 10.                | Quinte        | 1 ⁄3′  |   |
| 11.                | Oktave        | 1′     |   |
| 12.                | Scharff V     |        |   |
| 13.                | Cromorne      | 8′     |   |
| 14.                | Vox humana    | 8′     |   |
|                    | Tremulant     |        |   |

| II Hauptwerk C–a3 |                     |        |   |
| 15.               | Prinzipal           | 16′    |   |
| 16.               | Oktave              | 08′    |   |
| 17.               | Rohrflöte           | 08′    | K |
| 18.               | Gambe               | 08′    |   |
| 19.               | Nassat              | 5 1⁄3′ |   |
| 20.               | Oktave              | 04′    |   |
| 21.               | Nachthorn           | 04′    |   |
| 22.               | Quinte              | 2 ⁄3′  |   |
| 23.               | Oktave              | 02′    |   |
| 24.               | Cornett V (ab f0) 0 |        |   |
| 25.               | Großmixtur VI       |        |   |
| 26.               | Kleinmixtur IV      |        |   |
| 27.               | Trompete            | 16′    |   |
| 28.               | Trompete            | 08′    |   |
| 29.               | Trompete            | 04′    |   |

| III Schwellwerk C–a3 |                     |        |     |
| 30.                  | Bordun              | 16′    | K   |
| 31.                  | Geigenprincipal     | 08′    |     |
| 32.                  | Flauto traverso     | 08′    | (K) |
| 33.                  | Salicional          | 08′    |     |
| 34.                  | Schwebung (ab c0) 0 | 08′    |     |
| 35.                  | Holzgedackt         | 08′    |     |
| 36.                  | Oktave              | 04′    |     |
| 37.                  | Blockflöte          | 04′    |     |
| 38.                  | Viola da Gamba      | 04′    |     |
| 39.                  | Nassat              | 2 ⁄3′  |     |
| 40.                  | Piccolo             | 02′    |     |
| 41.                  | Terz                | 1 3⁄5′ |     |
| 42.                  | Septime             | 1 ⁄7′  |     |
| 43.                  | Mixtur III–VI       |        |     |
| 44.                  | Bombarde            | 16′    |     |
| 45.                  | Hautbois            | 08′    |     |
| 46.                  | Trompette harm.     | 08′    |     |
|                      | Tremulant           |        |     |

| Pedal C–g1 |                      |         |     |
| 47.        | Principal            | 32′     | (K) |
| 48.        | Principal            | 16′     |     |
| 49.        | Violon               | 16′     | K   |
| 50.        | Subbaß               | 16′     |     |
| 51.        | Zartbaß (= Nr. 30) 0 | 16′     |     |
| 52.        | Nassat               | 10 2⁄3′ | K   |
| 53.        | Oktave               | 08′     |     |
| 54.        | Cello                | 08′     |     |
| 55.        | Gedacktbaß           | 08′     | K   |
| 56.        | Oktave               | 04′     |     |
| 57.        | Flötenbaß            | 04′     |     |
| 58.        | Hintersatz III       |         |     |
| 59.        | Mixtur V             |         |     |
| 60.        | Fagott               | 32′     |     |
| 61.        | Posaune              | 16′     |     |
| 62.        | Trompete             | 08′     |     |
| 63.        | Clairon              | 04′     |     |

- Koppeln: I/II (mech.); I/II, III/I, III/II, I/P, II/P, III/P (elektr.)
- Spielhilfen: Crescendo-Tritt (Walze), Crescendo-Einstellungen: Standard (fest), A, B, C (jeweils frei programmierbar), Registerfessel, Tastenfessel, Tutti, 4000 Setzerkombinationen, USB-Stick.
- Anmerkungen

K = Register aus der Vorgängerorgel von Orgelbau Klais (1906)
(K) = teilweise Pfeifenbestand von 1906
Principal 32′: C–E akustisch 16′ + 10 2⁄3′ (Pfeifen von 1906), F–G Holz (Pfeifen von 1906), ab Gis (neue Pfeifen) im Prospekt

### Orgelpositiv
Im Mai 2019 wurde ein Orgel-Positiv gebraucht erworben, um im Langhaus zusammen mit Chören und Instrumentalensembles kammermusikalisch musizieren zu können, was mit der Hauptorgel wegen ihrer räumlichen Entfernung nur eingeschränkt möglich ist. Geschaffen wurde das Instrument 1996 von Orgelbaumeister Bernhard Kutter aus Friedrichroda (Thüringen) und hat 5 Register.
Die Register- und Tontraktur sind mechanisch.

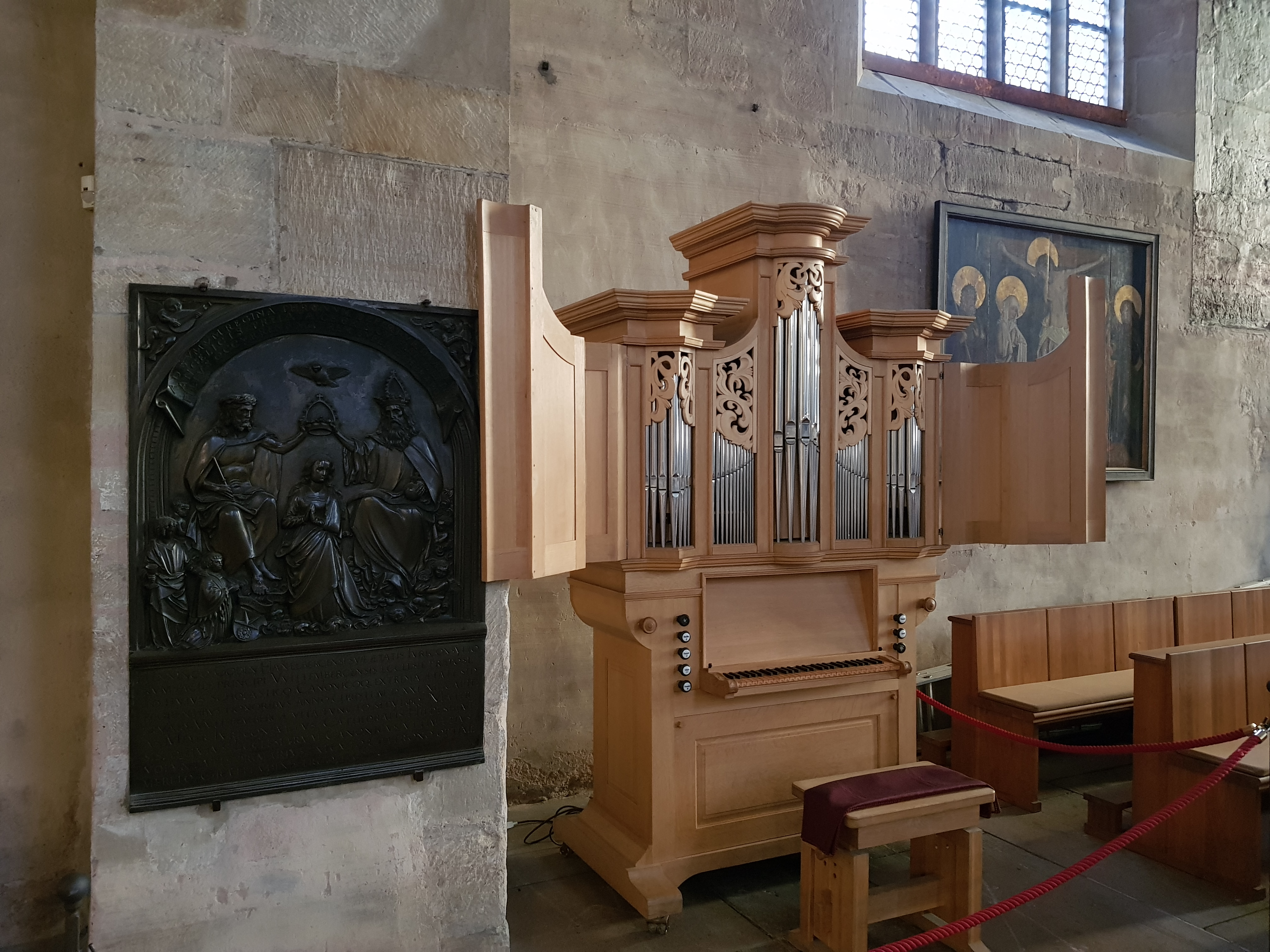
Orgelpositiv im Erfurter Dom

| Manual C–f3 |           |       |
| 1.          | Gedackt   | 8′    |
| 2.          | Rohrflöte | 4′    |
| 3.          | Principal | 2′    |
| 4.          | Sifflöte  | 1 ⁄3′ |
| 5.          | Krummhorn | 8′    |
|             | Tremulant |       |
|             | Calcant   |       |
|             | Kammerton |       |

Anmerkungen
1. ↑  „Kammerton“ transponiert einen halben Ton tiefer

## Turmuhr und Glocken

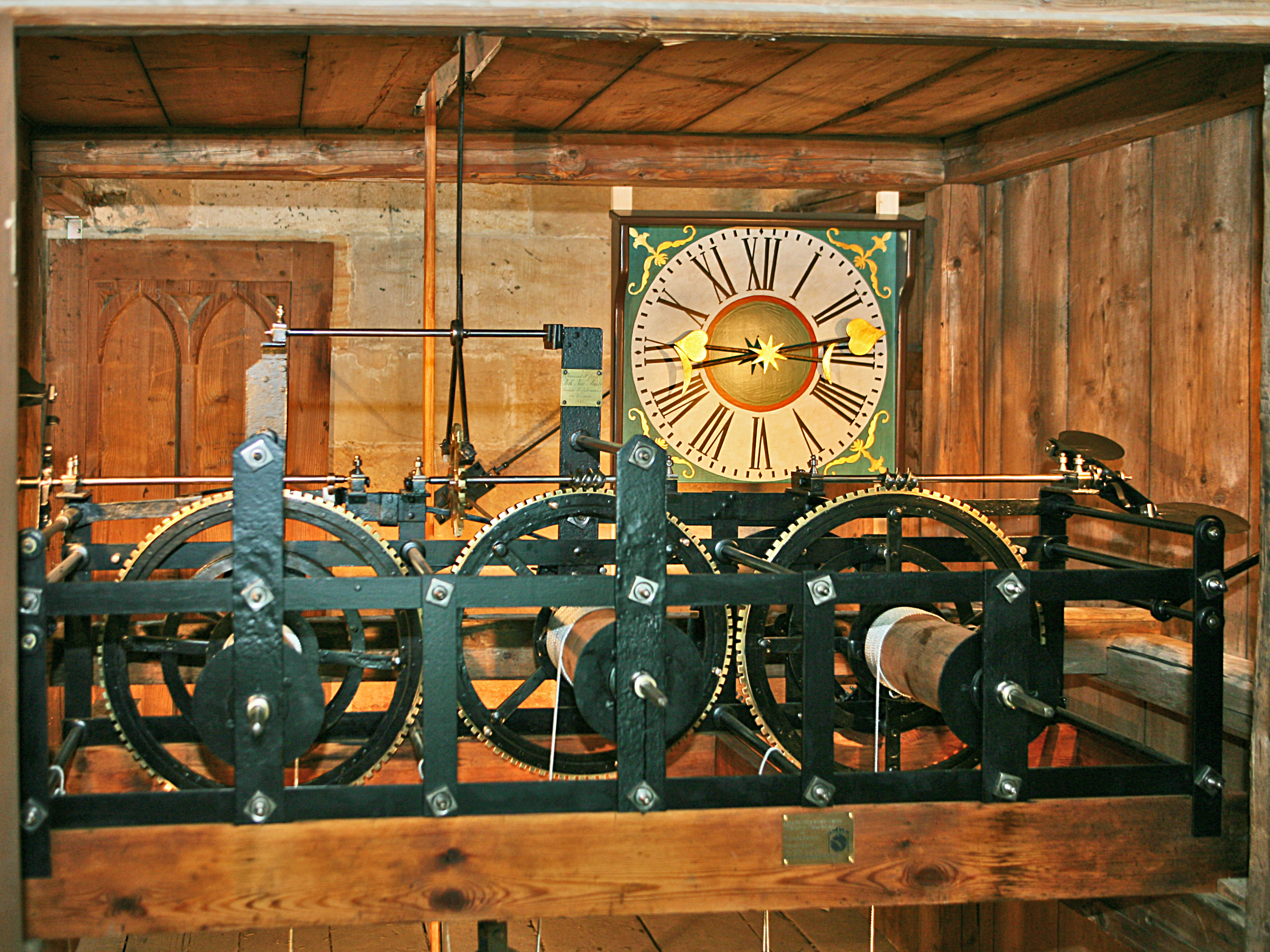
Restauriertes Turmuhrwerk

Im Turm arbeitet zuverlässig das Turmuhrwerk vom Hofuhrmacher Johann Jacob Auch (Weimar 1853), denkmalgerecht restauriert und umgerüstet von Steffen Willing (Gräfenhain).
Der Dom verfügt über einen Bestand von insgesamt 16 Glocken, die sich auf verschiedene Glockenstühle und Türme verteilen.
Das tragende Fundament des sechsstimmigen Hauptgeläuts (Glocken 1 bis 6) bildet die Gloriosa, die in der unteren Glockenstube des Mittelturmes untergebracht ist. Mit ihr steht die Glockengießerkunst auf einem absoluten Höhepunkt; ihr Meister war der aus dem niederländischen Kampen stammende Gerhard van Wou. In der Nacht vom 7. zum 8. Juli 1497 goss er diese Glocke oberhalb der Domstufen.
Sie trägt die Inschrift:
+ Laude / patronos / cano / glorioſa • • Fulgur / arcens / et / demones / malignos • Sacra / templis / a / populo / ſonanda • • Carmine / pulſo • • Gerhardus / wou / de / Campis / me / fecit • Anno / D[omi]ni / M . CCCC . XCUII [.]

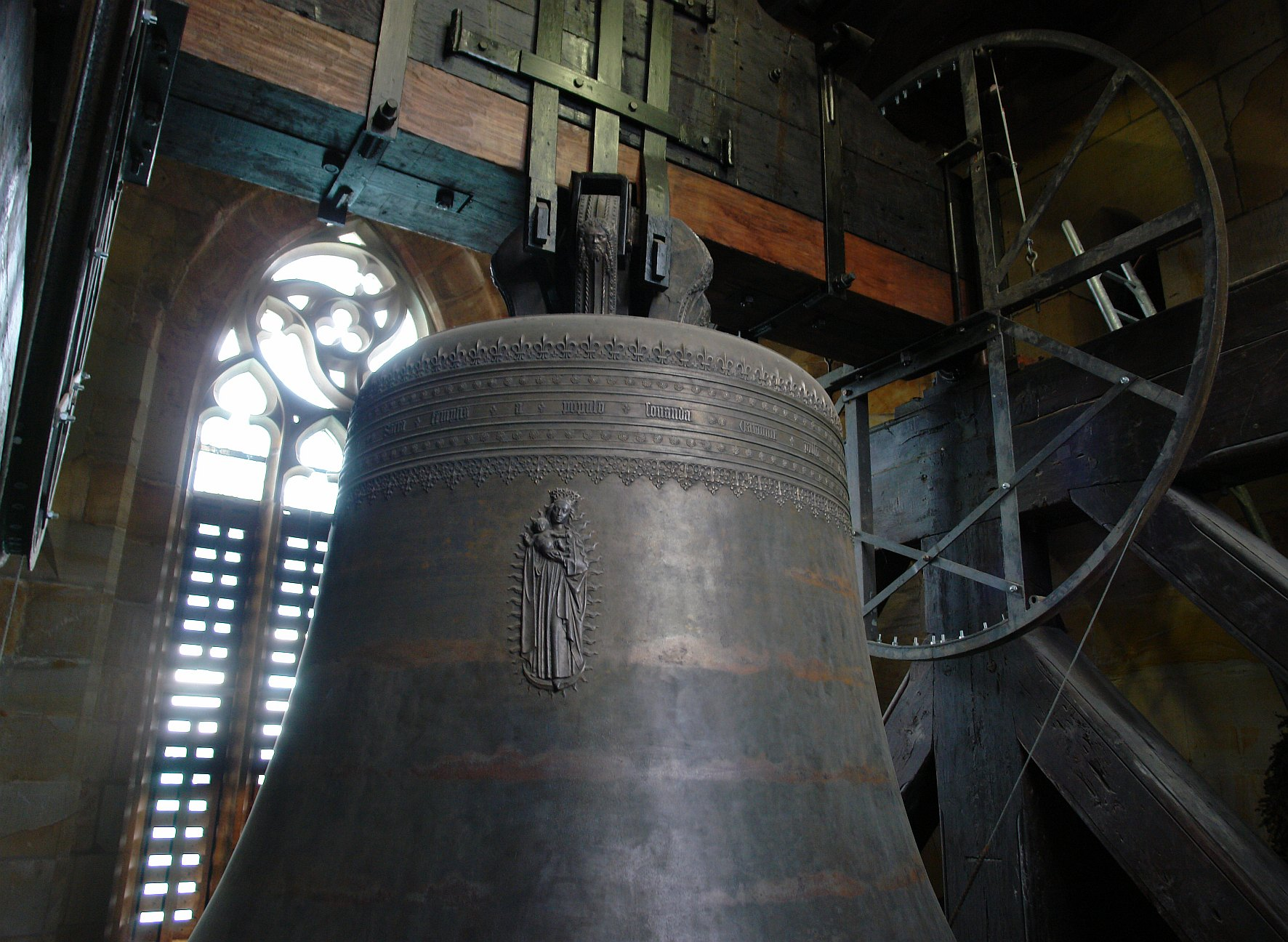
Erfurter Gloriosa, größte freischwingende mittelalterliche Kirchenglocke der Welt

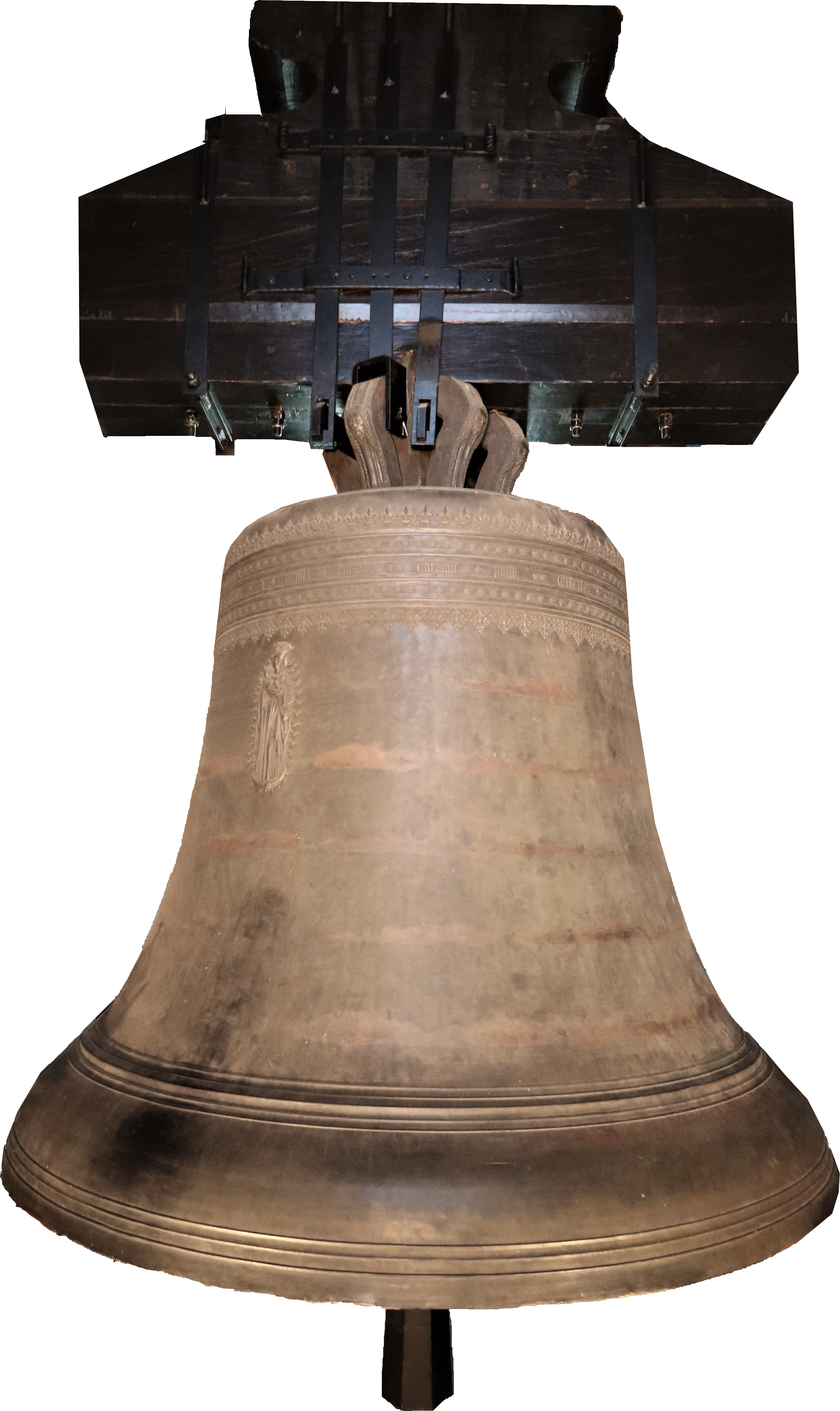
Gloriosa, ausgeschnitten

Seit ihrer Generalrestaurierung im Jahre 2004 wird vor allem aus denkmalpflegerischen Gründen ein bedachter Einsatz der Glocke angestrebt. Nach der Läuteordnung läutet sie vorwiegend zu den hohen kirchlichen Feiertagen.
Obschon ihr Klang alle übrigen Glocken überragt, so ist ihr einzigartiges Klangspektrum erst dann erlebbar, wenn sie für sich alleine erklingt. Kommt die Gloriosa zum Einsatz, läutet sie prinzipiell immer als erste Erfurter Glocke. Alle anderen Erfurter Kirchenglocken fallen erst zeitversetzt danach in ihr Geläut ein.
In einem Holzglockenstuhl, ein Stockwerk über der Gloriosa, hängt ein kleines eigenständiges Geläut aus vier Glocken, welche Silberglocken genannt werden. Unter ihnen befindet sich die 1492 von Hans Sinderam gegossene, bienenkorbförmige Cantabona.
Die Dreifaltigkeitsglocke und die Johannesglocke des Nicolaus Jonas Sorber sind der Rest eines fünfstimmigen Geläuts, dessen vernichtete Glocken in den gleichen Tönen und unter Beibehaltung der Namen 1961 vom Glockengießermeister Franz Peter Schilling in Apolda nachgegossen wurden. Die Dreifaltigkeitsglocke trägt folgende Inschrift auf der Schulter:
ANDREAS EWALDT HOHENGANDERANUS EICHSFELDIACUS HUIUS ECCLESIAE B.M.VIRG. CANONICUS PAITULARIS QUONDAM PAROCHUS HANC QUOQUE CAMPANAM IN HONOREM S. TRIN. SUMPTIBUS SUIS FUNDI CURAVIT. D.X.JUL. 1721.
Die Johannesglocke trägt folgende Inschrift auf der Schulter:
HAEC CAMPANA STI(sic!) JOANNIS BAPTISTAE NOMINE INSIGNITA SVMPTIBVS ETIAM DECANI CHRISTOPHORI MATTHIAS FUSA EST. 23. JVLI ANNO 1720. N.J.SORBER GOS MICH.
Im Dachreiter des Hochchors hängt die Paulusglocke.
Die beiden Uhrschlag-Glocken Martha (für die vollen Stunden) und Elisabeth (für die Viertelstunden) wurden in verkürzter Rippe gegossen und sind in der Laterne des Mittelturmes starr aufgehängt. Daneben befindet sich die Wandlungsglocke, welche bis 2009 im Dachreiter geläutet hatte, heute gemeinsam mit
der kleinen Viertelstundenglocke im Mittelturm und schlägt, installiert an der alten Turmuhr unterhalb der Gloriosa, die Stunden.
| Glocke | Name                  | Gussjahr | Gießer, Gussort                 | Durchmesser | 0Masse0    | Schlagton (HT-1⁄16) | Glockenstube          |
| ------ | --------------------- | -------- | ------------------------------- | ----------- | ---------- | ------------------- | --------------------- |
| 1      | Gloriosa              | 1497     | Gerhard van Wou, Erfurt         | 2.560 mm    | 11.450 kg  | e°+3                | Mittelturm, unten     |
| 2      | Dreifaltigkeit        | 1721     | Nicolaus Jonas Sorber           | 1.940 mm    | ≈ 4.900 kg | g°+12               | Nordturm              |
| 3      | Joseph                | 1961     | Franz Peter Schilling, Apolda   | 1.840 mm    | ≈ 4.600 kg | a°+8                | Südturm               |
| 4      | Andreas               | 1961     | Franz Peter Schilling, Apolda   | 1.540 mm    | ≈ 2.600 kg | c¹+11               | Nordturm              |
| 5      | Christophorus         | 1961     | Franz Peter Schilling, Apolda   | 1.360 mm    | ≈ 1.900 kg | d¹+10               | Südturm               |
| 6      | Johannes Baptist      | 1720     | Nicolaus Jonas Sorber           | 1.190 mm    | ≈ 1.000 kg | e¹+7                | Südturm               |
| 7      | Cosmas und Damian     | 1625     | Jakob König, Erfurt             | 750 mm      | ≈ 200 kg   | des²+5              | Mittelturm, oben      |
| 8      | Cantabona             | 1492     | Hans Sinderam                   | 650 mm      | ≈ 300 kg   | g²+6                | Mittelturm, oben      |
| 9      | Engelchen             | um 1475  | Claus von Mühlhausen, Erfurt    | 550 mm      | ≈ 125 kg   | as²±0               | Mittelturm, oben      |
| 10     | Namenlose             | 1475     | Meister Peter                   | 500 mm      | ≈ 75 kg    | b²+5                | Mittelturm, oben      |
| 11     | Paulusglocke          | 2009     | Br. Michael Reuter, Maria Laach | ≈ 390 mm    | ≈ 42 kg    | es³±0               | Dachreiter            |
| 12     | Martha (Uhr)          | 1961     | Franz Peter Schilling, Apolda   | 1004 mm     | 455 kg     | g¹-2                | Mittelturm, Uhrschlag |
| 13     | Elisabeth (Uhr)       | 1961     | Franz Peter Schilling, Apolda   | 790 mm      | 220 kg     | h¹±0                | Mittelturm, Uhrschlag |
| 14     | Schauglocke           |          | unbezeichnet                    | 568 mm      |            | d²-2                | Langhaus-Dachboden    |
| 15     | Wandlungsglocke (Uhr) | 1961     | Franz Peter Schilling, Apolda   | 550 mm      | ≈ 100 kg   | ges-2               | Mittelturm, Turmuhr   |
| 16     | Viertelstund (Uhr)    | 1961     | Br. Michael Reuter, Maria Laach | 430 mm      | 60 kg      | as²+11              | Mittelturm, Turmuhr   |